# Leão
O leão [feminino: leoa] (nome científico: Panthera leo) é uma espécie de mamífero carnívoro do gênero Panthera e da família Felidae. A espécie é atualmente encontrada na África subsaariana e na Ásia, com uma única população remanescente em perigo, no Parque Nacional da Floresta de Gir, Gujarat, Índia. Foi extinto na África do Norte e no Sudoeste Asiático em tempos históricos, e até o Pleistoceno Superior, há cerca de 10 000 anos, era o mais difundido grande mamífero terrestre depois dos humanos, sendo encontrado na maior parte da África, em muito da Eurásia, da Europa Ocidental à Índia, e na América, do Yukon ao México. É um dos quatro grandes felinos, com alguns machos excedendo 250 quilogramas em peso, sendo o segundo maior felino recente depois do tigre.
Existem outros animais comumente referidos como "leão" mas pertencem a outros gêneros ou outras classificações de mamíferos, plantas ou criaturas de mitos e lendas: leão marinho (um pinípede), Leão marsupial (um marsupial), leão da Nemeia (uma criatura da mitologia grega), Mico leão (um primata), dente de leão (Uma Flor). Também sem relação, outras espécies de animais, plantas e criaturas que, às vezes, são chamadas de "leão" são: Onça parda (conhecido em algumas regiões como leão da montanha ou leão baio), Leão de judá, quimera (metade mulher, metade leão, metade cobra, metade bode, metade dragão), Mantícora (corpo de leão, asas de dragão ou morcego, dentes de tubarão e cauda de escorpião), Peixe leão (um peixe) e a boca de leão.
A pelagem é unicolor de coloração castanha, e os machos apresentam uma juba característica. Uma das características mais marcantes da espécie é a presença de um tufo de pelos pretos na cauda, que também possui uma espora. Habita preferencialmente as savanas e pastagens abertas, mas pode ser encontrado em regiões mais arbustivas. É um animal sociável que vive em grupos que consiste das leoas e suas crias, o macho dominante e alguns machos jovens que ainda não alcançaram a maturidade sexual. A dieta consiste principalmente de grandes ungulados e possuem hábitos noturnos e crepusculares, descansando e dormindo na maior parte do dia. Leões vivem por volta de 10-14 anos na natureza, enquanto em cativeiro eles podem viver por até 30 anos. Alguns animais desenvolveram o hábito de atacar e devorar humanos, ficando conhecidos como "devoradores de homens".
A espécie está classificada como vulnerável pela União Internacional para a Conservação da Natureza e dos Recursos Naturais (IUCN), e sofreu um declínio populacional de 30-50% nas últimas duas décadas no território africano. Na Ásia, o leão está confinado a uma única área protegida e sua população é estável, mas está classificado como em perigo, já que a população não passa de 891 animais. Entre as ameaças, a perda de habitat e os conflitos com humanos são as principais razões de preocupação na sua conservação. Por centenas de anos, o leão tem sido usado como símbolo de bravura e nobreza em diversas civilizações e culturas da Europa, Ásia e África. Está amplamente representado em esculturas, pinturas, bandeiras nacionais, brasões, e em filmes e na literatura contemporâneos.

## Etimologia

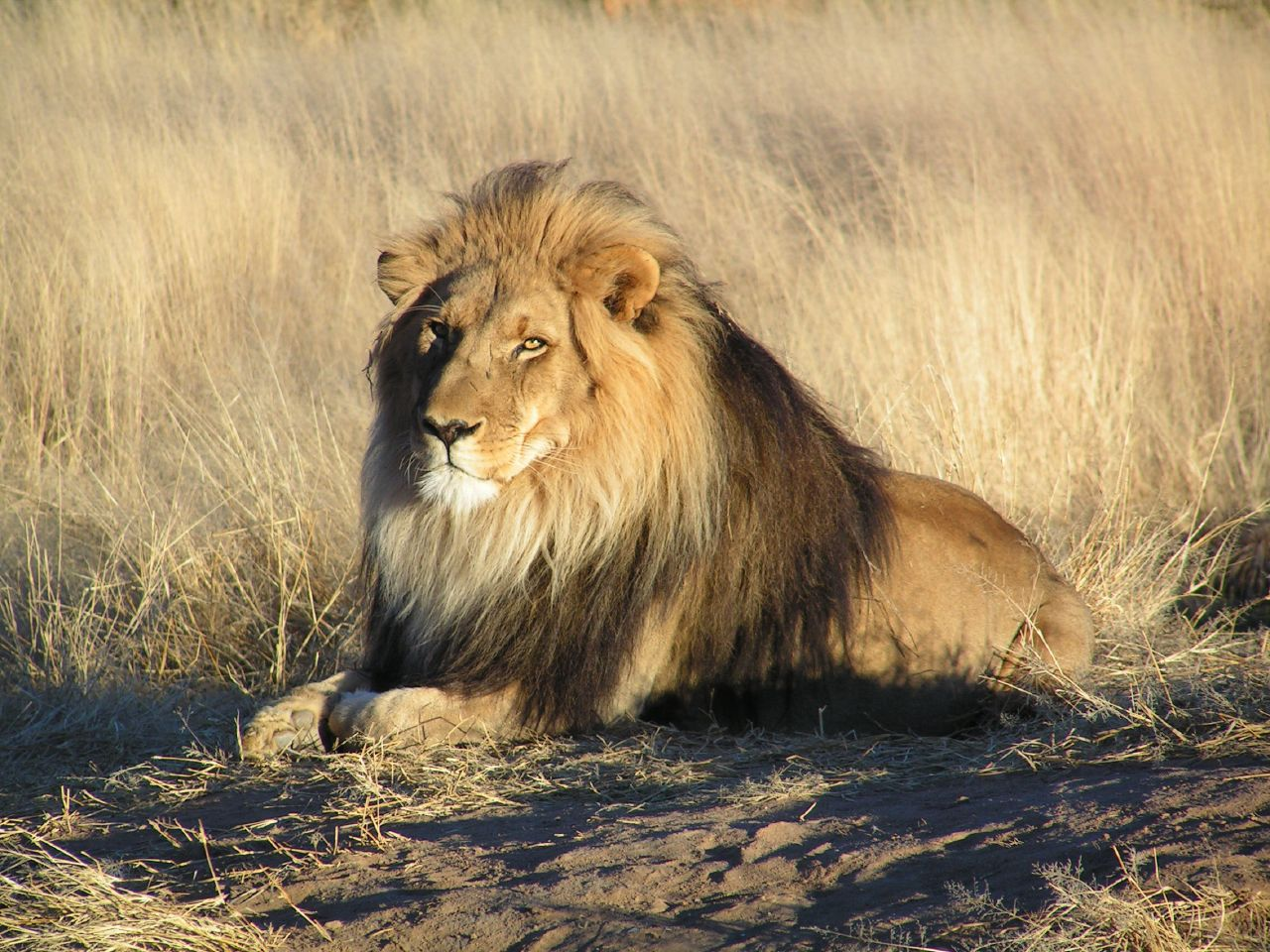
Um leão no parque em Okonjima, na Namíbia.

Nas línguas românicas, o nome do leão deriva do latim leo; cf. Grécia antiga λέων (leão). Na língua hebraica, a palavra lavi (לביא) também está relacionada a essa etimologia, bem como o rw do Egito Antigo. A designação científica, Panthera leo, talvez seja derivada do grego pan- ("todos") e ther ("besta"), mas talvez seja essa uma etimologia mais popular do que acadêmica. Sob origem da Ásia Oriental, Panthera leo pode significar "o animal amarelado ", ou até "branco-amarelo".

## Nomenclatura e taxonomia

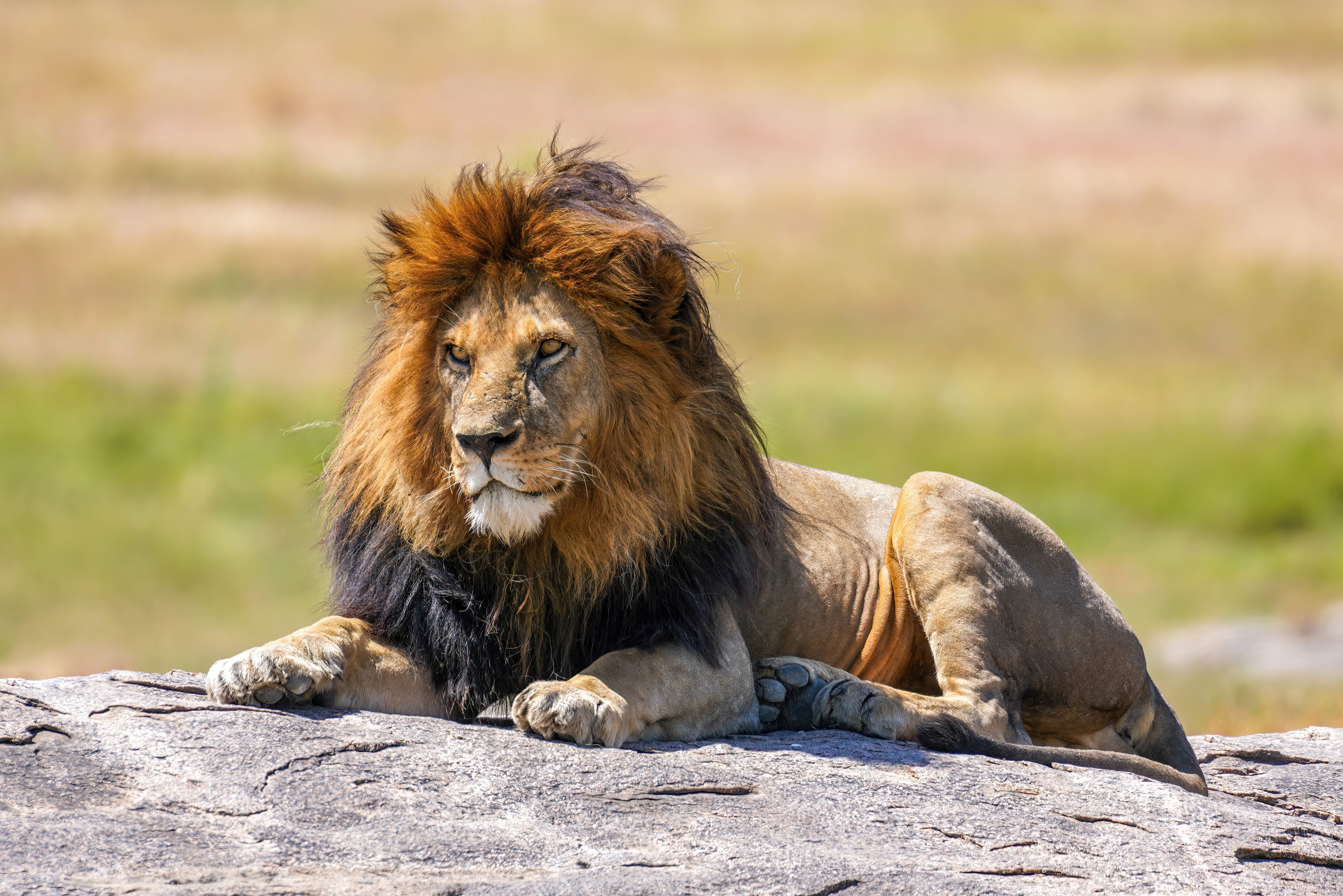
Um leão no Parque Nacional de Serenguéti.

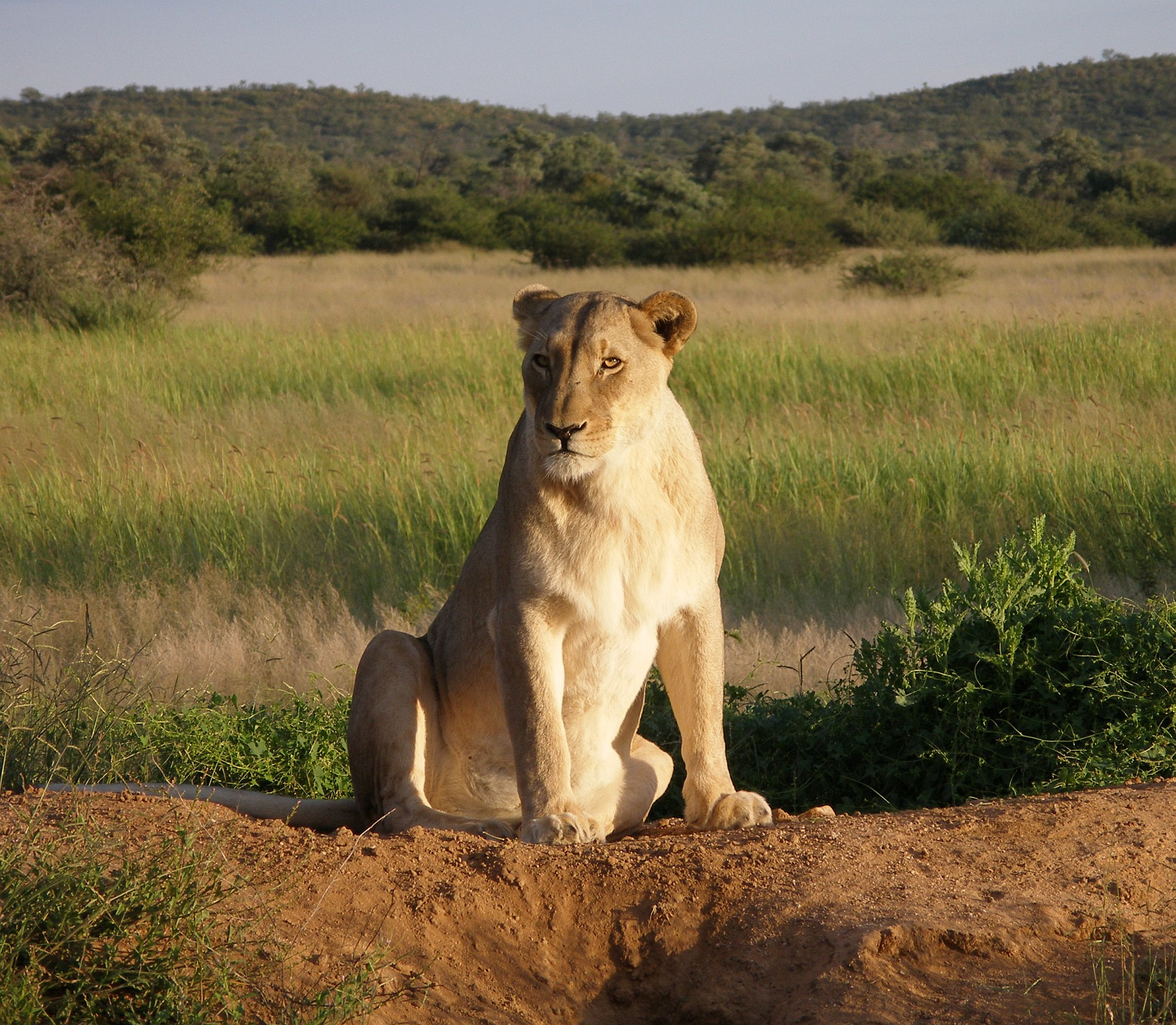
Uma leoa em Okonjima, na Namíbia.

O leão foi descrito no século XVIII por Carolus Linnaeus, em seu Systema Naturae, como Felis leo. Nos séculos XVIII e XIX, a maioria dos naturalistas e pesquisadores seguiram a nomenclatura originalmente proposta. Em 1816, Lorenz Oken propôs a definição genérica Panthera (originalmente como subgênero de Felis), assim como a Leo e Tigris. Algumas autoridades consideraram o Panthera como inválido por razões técnicas de nomenclatura e preferiram usar o termo genérico Leo. Em 1956, a Comissão Internacional de Nomenclatura Zoológica rejeitou a obra de Oken, Lehrbuch der Naturgeschichte, para fins de nomenclatura zoológica. Na década de 1960 e 1970, a questão sobre a validade do gênero Panthera foi questionada junto a Comissão Internacional de Nomenclatura Zoológica, que em 1985 decidiu pela conservação do termo genérico Panthera.

### Subespécies
Nos séculos XIX e XX vários tipos nomenclaturais de leão foram descritos e propostos como subespécies, com cerca de uma dúzia reconhecida como taxa válida até 2017. Entre 2008 e 2016, os avaliadores da Lista Vermelha da IUCN usaram apenas dois nomes subespecíficos: Panthera leo leo para populações de leões africanos e Panthera leo persica para a população de leões asiáticos. Em 2017, a Cat Classification Task Force do Cat Specialist Group revisou a taxonomia dos leões e reconhece duas subespécies com base nos resultados de vários estudos filogeográficos sobre a evolução dos leões, a saber:
- Panthera leo leo (Linnaeus, 1758) - a subespécie inclui o leão asiático, o extinto regionalmente Leão-do-atlas e as populações de leões nas partes oeste e norte da África Central.[17] Os sinônimos incluem Panthera leo persica (Meyer, 1826), Panthera leo senegalensis (Meyer, 1826), Panthera leo kamptzi (Matschie, 1900) e Panthera leo azandica (Allen, 1924). Vários autores se referiram a ele como 'leão do norte' e 'subespécie do norte'.[18][19]
- Panthera leo melanochaita (Smith, 1842) - inclui o extinto leão do Cabo as populações extintas de leões nas regiões da África Oriental e Austral.  Os sinônimos incluem Panthera leo somaliensis (Noack 1891), Panthera leo massaica (Neumann, 1900), Panthera leo sabakiensis (Lönnberg, 1910), Panthera leo bleyenberghi (Lönnberg, 1914), Panthera leo roosevelti (Heller, 1914), Panthera leo nyanzae (Heller, 1914), Panthera leo hollisteri (Allen, 1924), Panthera leo krugeri (Roberts, 1929), Panthera leo maculatus(Pocock,1937), Panthera leo vernayi (Roberts, 1948) e Panthera leo webbiensis (Zukowsky, 1964). Tem sido referido como 'subespécie do sul' e 'leão do sul'.

Amostras de leões de algumas partes do Planalto da Etiópia agrupam-se geneticamente com as de Camarões e Chade, enquanto leões de outras áreas da Etiópia agrupam-se com amostras da África Oriental. Os pesquisadores, portanto, presumem que a Etiópia é uma zona de contato entre as duas subespécies. Dados de todo o genoma de uma amostra histórica de leões nascidos na natureza do Sudão mostraram que se agrupou com P. l. leo em filogenias baseadas em mtDNA, mas com uma alta afinidade para P. l. melanochaita. Este resultado sugere que a posição taxonômica dos leões na África Central pode requerer revisão.

### Táxons fósseis

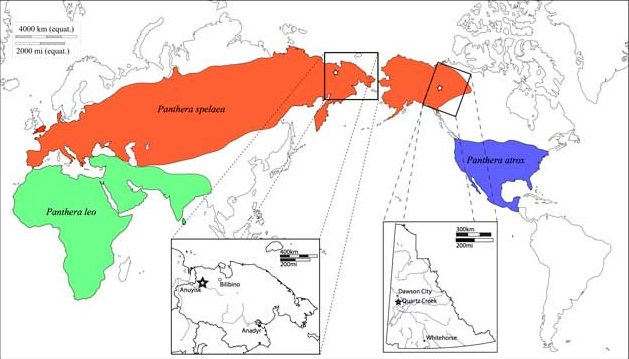
Vermelho Panthera leo spelaea
Azul Panthera leo atrox
Verde Panthera leo leo e Panthera leo melanochaita
Distribuição máxima das subspécies extantes de leão
e seus parentes extintos
no final do Pleistoceno

Várias formas pleistocênicas de leões foram descritas na Eurásia e América do Norte: Felis leo fossilis por Wilhelm von Reichenau em 1906 a partir de restos fósseis do Pleistoceno Médio da Europa; Felis spelaea por Georg August Goldfuss em 1810 a partir de restos fósseis do Pleistoceno Superior da Europa, e posteriormente encontrado por toda Eurásia; Felis atrox por Joseph Leidy em 1853 a partir de restos fósseis do Pleistoceno Superior da América do Norte; e Panthera spelaea vereshchagini por Gennady Baryshnikov e Gennady Boeskorov em 2001 a partir de restos fósseis do Pleistoceno Superior da Beríngia. Análise filogenética revela a ocorrência de apenas três clados distintos: o leão moderno, o leão-das-cavernas da Eurásia e Beríngia, e o leão-das-cavernas-americano, que forma uma população separada ao sul das geleiras pleistocênicas. O táxon vereschchagini se mostrou indistinguível do spelaea através da análise genética de DNA antigo, sendo considerado como sinônimo do leão-das-cavernas-europeu.
As formas pleistocênicas são geralmente classificadas como sendo subespécies do leão moderno, entretanto, alguns zoologistas as consideram como espécies distintas com base nas características craniais e dentárias. Todas as formas pleistocênicas são referidas ao gênero Panthera, mas não há consenso quanto ao reconhecimento das formas como espécies distintas ou então como subespécies do Panthera leo. A análise morfológica comparativa, principalmente de caracteres dentários, das formas pleistocênicas e holocênicas resultaram no reconhecimento de duas linhagens evolucionárias básicas dentro de um único táxon específico: o grupo spelaea, contendo as formas fossilis, spelaea e atrox; e o grupo leo, com duas subespécies atuais. Análises moleculares baseadas no DNA mitocondrial demonstraram que o spelaea e leo podem ser considerados como clados irmãos, ou então que o spelaea e atrox seriam mais relacionados entre si e que constituiriam um clado irmão com o leo. A análise cladística com caracteres osteológicos e dentários indica que o atrox e possivelmente o spelaea não pertençam a linhagem do leão, representando grupos sucessivos do leão + leopardo.

## Registro fóssil
O registro fóssil mais antigo atribuído ao Panthera leo provém da Garganta de Olduvai, na Tanzânia, e está datado do Pleistoceno Inferior (cerca de 1,5 milhões de anos). Um registro proveniente de Laetoli, na Tanzânia, e datado de 3,5 milhões de anos, era atribuído ao P. leo, entretanto, essa identificação é incerta, e outras interpretações demonstraram que os restos fósseis pertencem a uma espécie mais primitiva dentro do gênero Panthera. Alguns registros do Plio-Pleistoceno na África do Sul, encontrados nas cavernas em Kromdraai, Swartkrans e Sterkfontein, são atribuídos ao P. leo. Entretanto, o status taxonômico do material das cavernas de Sterkfontein é incerto, e os materiais de Kromdraai e Swartkrans aparentam ser de um animal mais robusto que o leão moderno.
Acredita-se que o P. leo tenha evoluído na África há entre 1 milhão e 800 000 anos. Migrando para fora do continente africano durante o Pleistoceno Médio (800 - 100 kyr) para a Europa e Ásia, e posteriormente colonizando toda a região Holártica. O leão foi o mamífero terrestre de grande porte mais difundido durante o Pleistoceno Superior (100–10 kyr), com uma distribuição que incluia a África, a maior parte da Eurásia e a América do Norte. A presença na América do Sul, foi atribuída a restos fósseis encontrados no Peru assinalados ao Panthera atrox, entretanto, o material foi reexaminado e atribuído à Panthera onca.
Na Europa, aparece no registro fóssil pela primeira vez há cerca de 700 000 anos, com a cronoespécie fossilis em Isérnia La Pineta, na Itália. A partir deste táxon deriva o chamado leão-das-cavernas (Panthera leo spelea/Panthera spelea), que aparece há cerca de 300 000 anos. Na América do Norte o registro mais antigo data do estágio Sangamoniano. Os leões pleistocênicos foram extintos no norte da Eurásia e da América do Norte no final da última era glacial, há cerca de 10 000 anos; podendo a extinção ser secundária as extinções pleistocênicas da megafauna.

## Distribuição geográfica e habitat

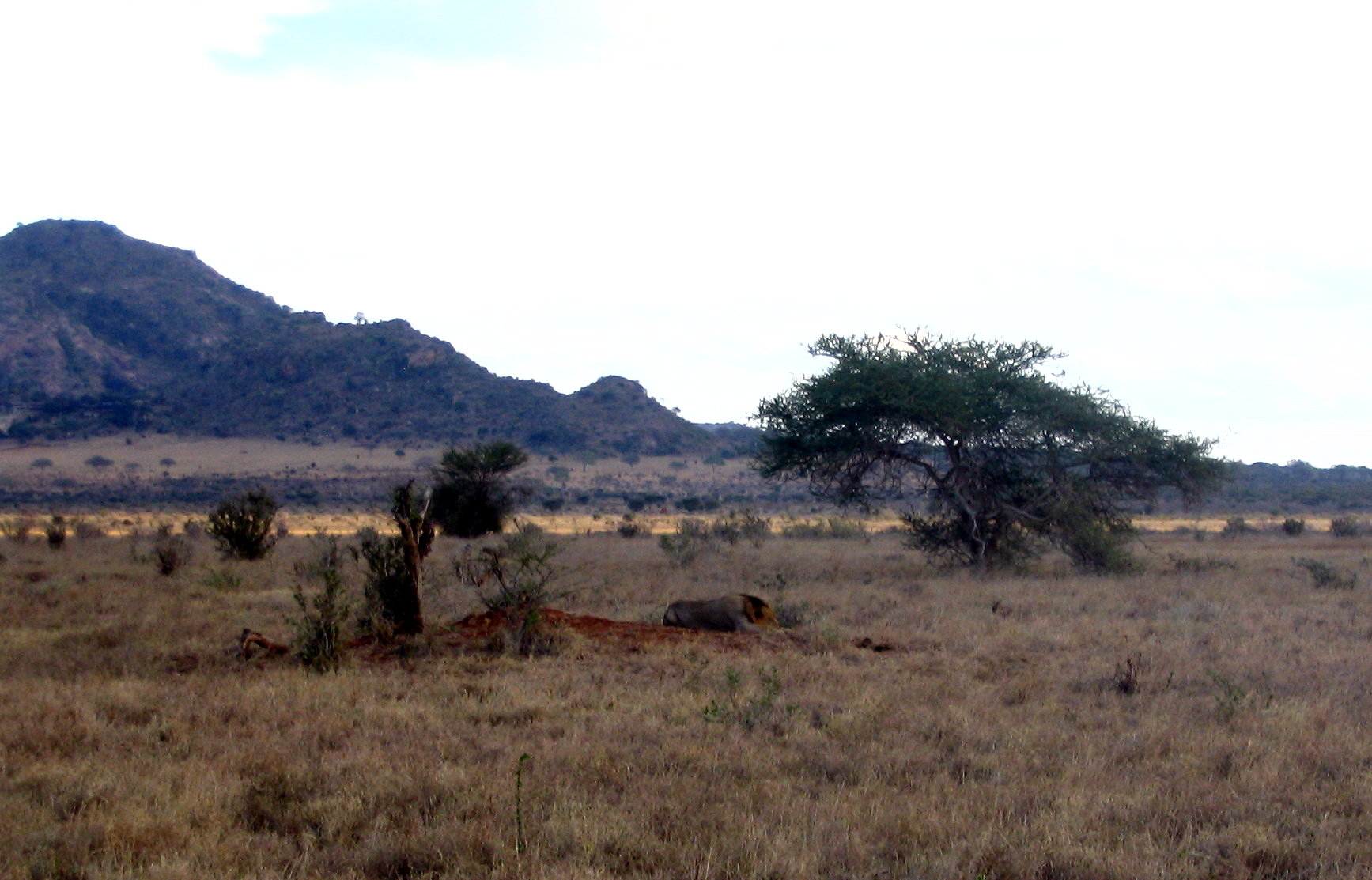
Na África, a savana com arborização escassa é o habitat preferencial da espécie

A espécie originalmente estava distribuída por toda África subsaariana (exceto na densa floresta tropical) e do norte da África (acima do deserto do Saara) através do sudoeste asiático, a oeste até a Europa (península balcânica e Cáucaso) e a leste até a Índia, onde vivem em densas florestas.
As evidências da presença da espécie na Eurásia não são totalmente confiáveis, especialmente durante o Holoceno Inferior e Médio (há entre 9 600 e 3 500 anos). Fragmentos ósseos encontrados na Espanha, Itália e Grécia são de difícil diagnóstico, podendo ser atribuídos tanto ao leão moderno quanto ao leão-das-cavernas. Já para o Holoceno Superior (entre 3 500 e 500 a.C.), alguns restos ósseos podem ser de animais cativos ou a sua datação pode ser vagamente atribuída ao período Neolítico limitando as interpretações.
Registros indicam que a expansão da espécie na Europa tenha chegado até 45º-48ºN (Hungria, Bulgária e Ucrânia), tendo extinguindo-se nestas localidades por volta de 3 000 a.C.. Os leões extinguiram-se no Peloponeso durante o final da era micênica (1600–1200 a.C.). Heródoto menciona que leões viviam nas planícies de Nestos, tendo atacado as caravanas de camelos do rei persa Xerxes I em sua marcha através da Trácia em 480 a.C. Já Aristóteles reportou que eles eram raros por volta de 300 a.C.. Sendo completamente extintos nas montanhas do norte da Grécia no primeiro século depois de Cristo. A população no Cáucaso sobreviveu até o século X, sendo considerado o último refúgio da espécie na Europa.
O leão foi erradicado da Palestina na Idade Média e da maior parte do resto da Ásia após a chegada das armas de fogo, facilmente disponíveis no século XVIII. Entre o final do século XIX e começo do XX, ele se extinguiu no norte da África e no sudoeste asiático. No final do século XIX, o leão desapareceu da Turquia e da maior parte do norte da Índia, enquanto a última aparição de um leão no Irã foi em 1941 (entre Shiraz e Jahrom, na província de Fars), embora o cadáver de uma leoa tenha sido encontrado nas margens do rio Karun, na província de Khūzestān em 1944.
Até cerca de 1850, o leão estava distribuído no subcontinente indiano e era encontrado em Gujarat, Haryana, Madhya Pradesh, Punjab, Rajastão e Uttar Pradesh. No início da década de 1900, a população foi drasticamente reduzida e confinada no noroeste da Índia, na reserva de caça particular do nababo de Junagarh. A área foi transformada em parque nacional em 1965.
Na África, os leões podem ser encontrados em savanas com arborização escassa de Acacia que servem como áreas de descanso; na Índia, o habitat compreende uma mistura de savana arbustiva seca e floresta decídua seca. O leão tem uma larga tolerância para habitats, ausente somente na floresta tropical e no interior do deserto do Saara. A espécie pode ocorrer do nível do mar até regiões montanhosas, no leste da África pode ser encontrado até 3 600 metros, nos Monte Elgon, Quênia e Ruwenzori, e nas Montanhas Bale, na Etiópia, pode ser encontrado aos 4 200 metros.

## Características
| Características           |                                                    |
| Peso                      | 140 – 265 kg (Machos)                              |
| Peso                      | 100 - 182 kg (Fêmeas)                              |
| Comprimento total (média) | 2,45 - 3,07 m (Machos)                             |
| Comprimento total (média) | 2,20 – 2,75 m (Fêmeas)                             |
| Cauda (média)             | 90 - 105 cm (Machos)                               |
| Cauda (média)             | 70 - 90 cm (Fêmeas)                                |
| Altura (cernelha)         | 1,20 m (Machos)                                    |
| Altura (cernelha)         | 1.02 m (Fêmeas)                                    |
| Gestação                  | 100 - 119 dias                                     |
| Tamanho de ninhada        | 1 - 4 filhotes                                     |
| Desmame                   | 6 - 7 meses                                        |
| Maturidade sexual         | 3 - 4 anos (Machos)                                |
| Maturidade sexual         | 3 - 4 anos (Fêmeas)                                |
| Longevidade               | até 15 anos em liberdade, até 27 anos em cativeiro |

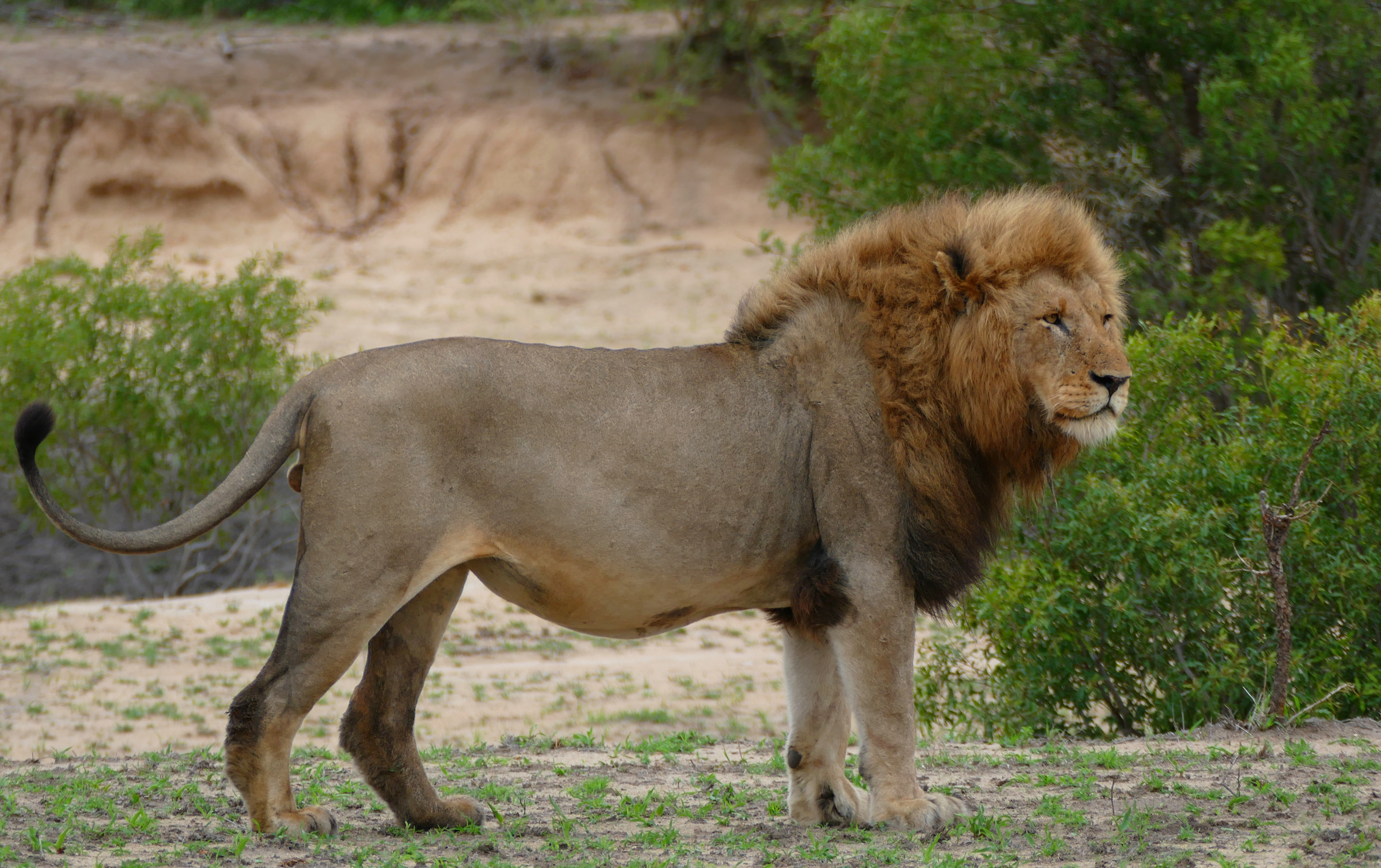
Um leão macho, no Parque Nacional Kruger, com sua juba, característica da maioria das espécies de pantheras leo. Os leões de Tsavo, por exemplo, são conhecidos por não terem juba, independente do gênero

O leão é o segundo maior felino depois do tigre, apresentando comprimento e peso menor, mas sendo mais alto na cernelha. Possui uma pelagem curta e a coloração é unicolor, variando do castanho claro ao cinza prateado e do vermelho amarelado ao marrom escuro. Não apresenta rosetas e os filhotes e juvenis apresentam manchas na pelagem. O ventre e as partes mediais dos membros são mais claras, e o tufo de pelos na ponta da cauda é preto. A juba é geralmente castanha, variando em tonalidades amareladas, avermelhadas ou tons mais escuros de marrom. Com a idade, a juba tende a ficar mais escura, podendo ser inteiramente preta. Tem a cabeça arredondada e curta, com a face larga e orelhas arredondadas, o pescoço é relativamente curto e o corpo musculoso e bem proporcional.

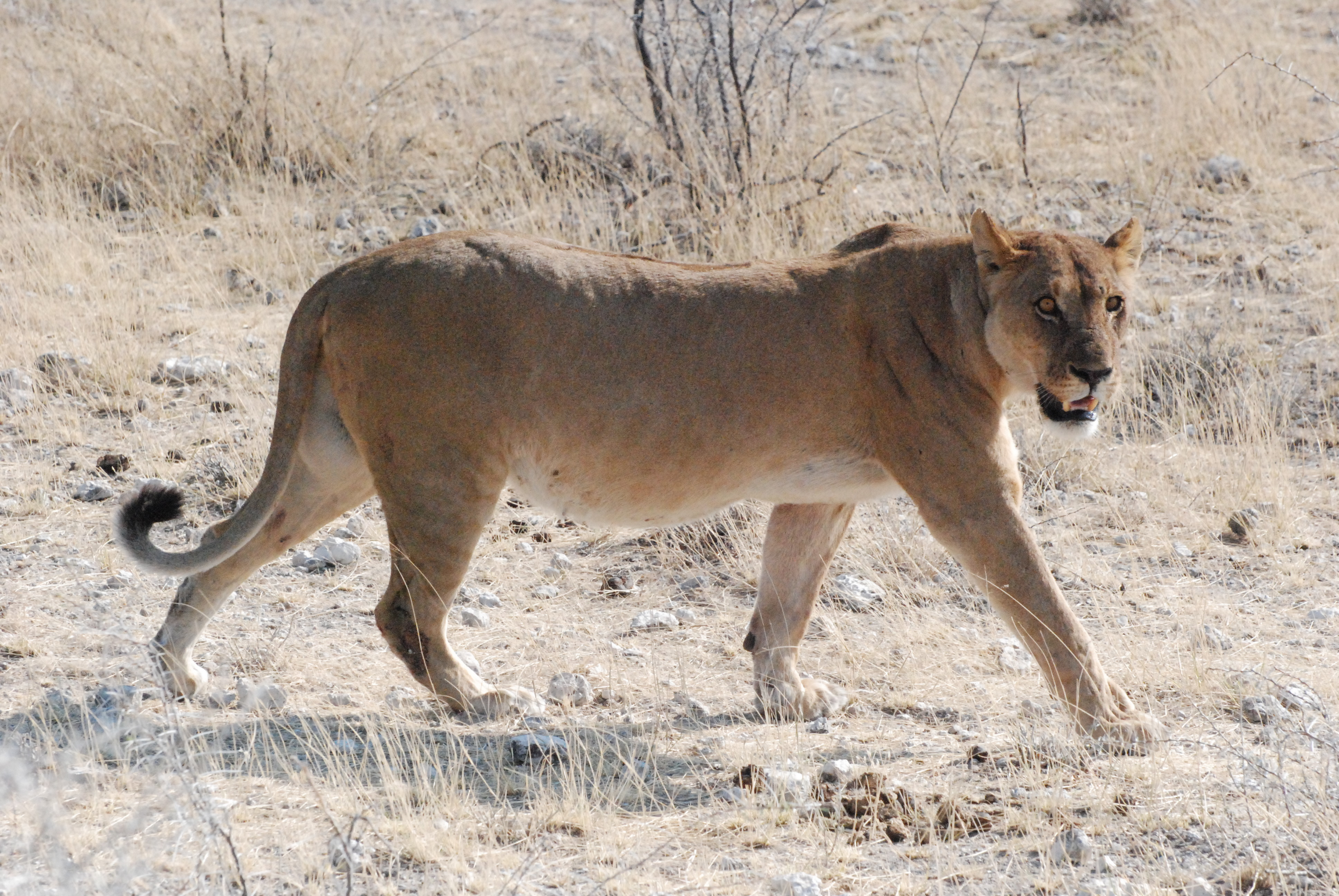
Uma leoa sul africana no Parque Nacional de Etosha na Namíbia.

Leões tendem a variar em tamanho dependendo da subespécie, do seu ambiente e área de distribuição, resultando em uma grande variação de registros morfométricos. Os indivíduos da África Austral tendem a ser 5 por cento mais pesados do que os da África Oriental, em geral. O maior leão registrado, com quase 3,6 metros de comprimento (incluindo a cauda), foi um macho abatido perto Mucsso, no sul de Angola, em outubro de 1973. O mais pesado leão conhecido na natureza foi um "devorador de homens" abatido em 1936 nas cercanias de Hectorspruit, no leste da província do Transvaal, África do Sul, que pesava 313 kg. Outro leão nomeadamente descomunal do sexo masculino, foi abatido perto do Monte Quênia, e pesava 272 kg. Leões em cativeiro tendem a ser maiores do que os leões em estado selvagem, o mais pesado registrado era um macho no Zoológico de Colchester, na Inglaterra, em 1970, chamado Simba, que pesava 375 kg.

### Juba

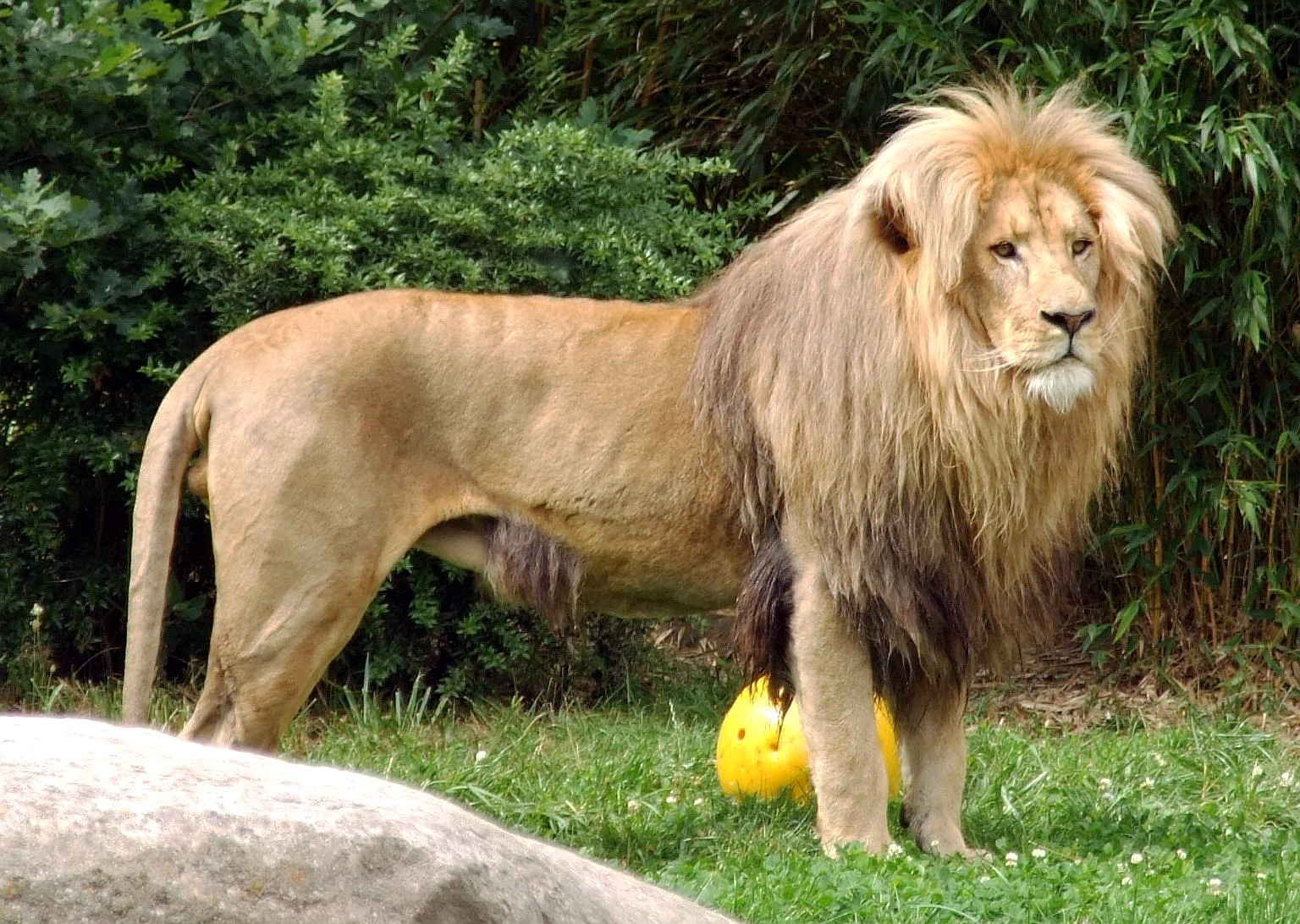
Leão do Katanga no Zoológico de Lisboa, Portugal.

Só o macho possui a juba e o leão é o único felino que a possui. Há duas teorias que podem justificar a sua existência, a primeira diz que a juba seria um meio de se defender de predadores e de luta por território; a segunda teoria diz que a juba serve para que o macho pareça maior e assim intimide os adversários, impedindo que na maioria das vezes aconteça luta corporal (teoria aceita atualmente). Em experiências realizadas com réplicas de leões com jubas de colorações diferentes, as leoas se interessaram por leões de jubas maiores e mais escuras, o que fortifica a segunda teoria. Também foi observado que nas lutas, o pescoço dos leões raramente é atacado, mesmo no caso de exemplares jovens sem juba. A primeira teoria, levantada por Charles Darwin, permaneceu, mesmo sem embasamento, até 1972, quando George Schaller publicou seu trabalho intitulado The Serengeti lion, onde ele sugeriu que os leões possuíam grandes jubas para mostrar suas qualidades reprodutivas. Acredita-se que o tamanho e coloração da juba reflete a saúde e vigor dos leões, e que possui um fator intimidatório. Apesar dos possíveis benefícios reprodutivos, a juba também possui desvantagens, sendo uma destas o fato de que leões com jubas grandes perdem a camuflagem necessária em caçadas, e por tal motivo são as fêmeas as responsáveis por conseguir o alimento. Outra desvantagem seria o calor, em áreas de climas mais quente, algumas subespécies de leão costumam ter jubas pequenas ou mesmo não possuir nenhuma.

### Leucismo

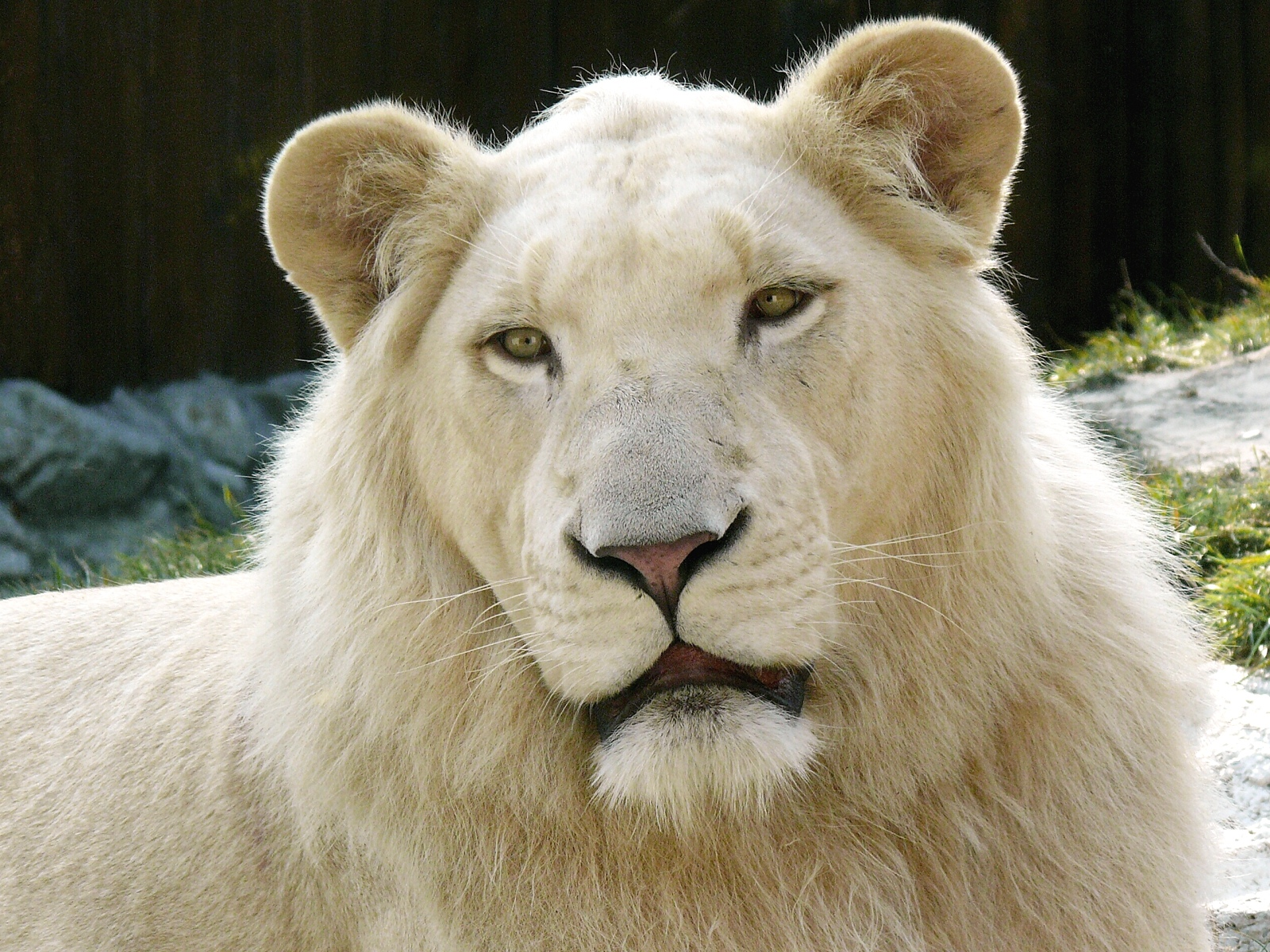
Leão branco no Zoológico de Bratislava

O leucismo, assim como acontece com o tigre branco, é uma mutação rara que acomete principalmente animais da subespécie Panthera leo krugeri, causando uma despigmentação dos pelos, fazendo que esses animais sejam chamados popularmente de leões brancos. Esses indivíduos leucísticos podem ser encontrados em algumas reservas na África do Sul em estado natural e em zoológicos ao redor do mundo. O leucismo é causado por um gene recessivo e mantém a coloração dos olhos e pele normais, diferindo assim do albinismo. A confirmação da existência de leões brancos só veio no final do século XX. Durante séculos, acreditava-se que o leão branco era uma lenda fictícia circulando na África do Sul, onde é dito que a pelagem branca representa a bondade presente em todas as criaturas. A primeira aparição ocorreu no início de 1900 e continuou sendo incomum por quase 50 anos, até que em 1975, Chris McBride descobriu uma ninhada de filhotes brancos na Reserva Privada de Caça Timbavati.

## Ecologia e comportamento

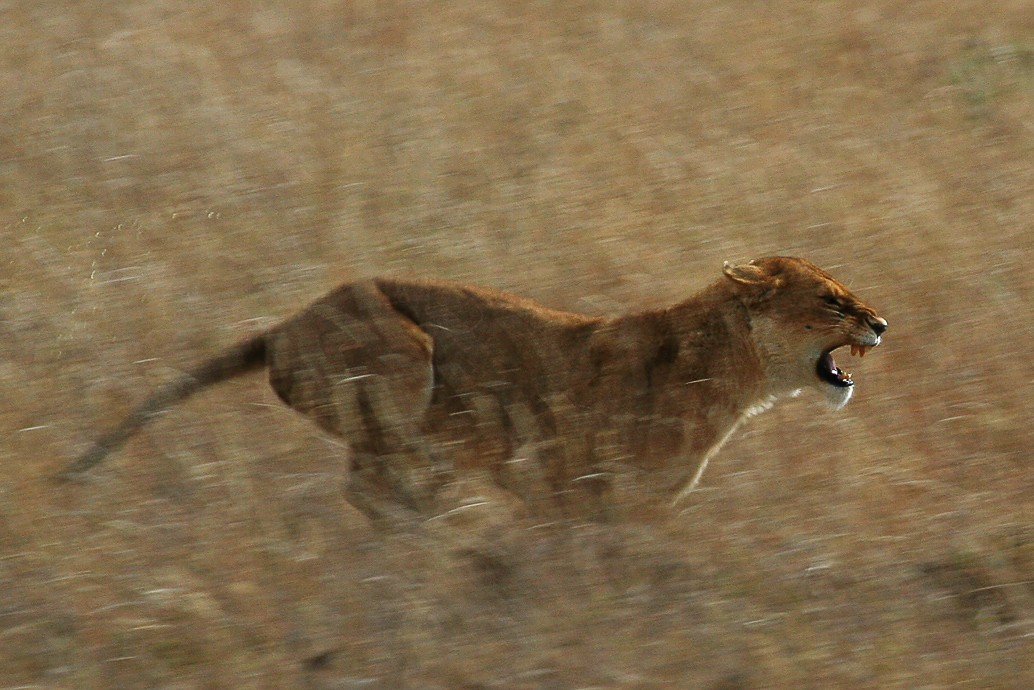
Leoa a caçar

Esses grandes felinos vivem em bandos de 5 a 40 indivíduos, sendo os únicos felinos de hábitos gregários. Em um bando, há divisão de tarefas: as fêmeas são encarregadas da caça e do cuidado dos filhotes, enquanto o macho é responsável pela demarcação do território e pela defesa do grupo de animais maiores ou mais numerosos (contra eventuais ataques de hienas, búfalos, elefantes e outros leões machos).[carece de fontes?]
Leões caçam em bando, dando preferência a uma tática de perseguição predatória: cada membro do grupo de caça recebe uma posição, do flanco esquerdo ao flanco direito, a fim de obter melhor suas presas. Acredita-se que tais especializações em papéis dentro do grupo aumentem a sofisticação da técnica; os membros nas bordas dos grupos de caça dos leões são mais rápidos e levarão a presa para o centro, onde os membros maiores, mais fortes e assassinos do bando derrubarão a mesma. Muitas observações de perseguidores de grupo observam um tamanho ideal de caça em que o número de presas mortas é maximizado em relação aos custos (quilômetros cobertos ou ferimentos sofridos). O tamanho dos grupos geralmente depende de aspectos do ambiente: número de presas, densidade de presas, número de competidores, mudanças sazonais, etc.

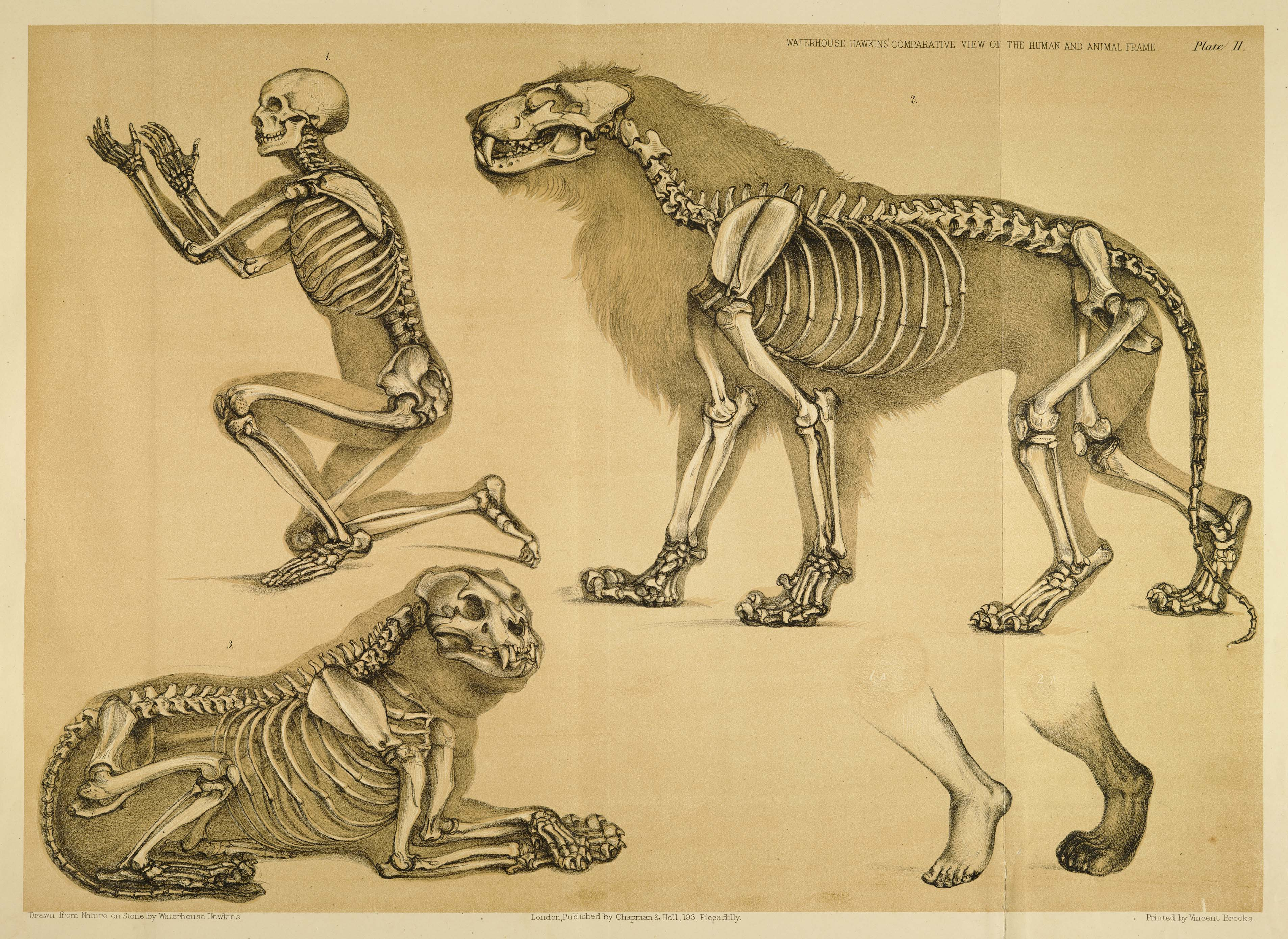
Vista comparativa entre um ser humano e um leão, 1860

Apesar do fato de as fêmeas efetuarem a maior parte da caça, os machos são igualmente capazes de tal tarefa. Dois fatores os impedem de caçar tantas vezes quanto as fêmeas: o principal é o seu tamanho, que os torna muito fortes, porém menos ágeis e maiores gastadores de energia. As fêmeas são sociais e caçam de forma cooperativa, enquanto os machos são solitários e gastam boa parte de sua energia patrulhando um extenso território, mas tanto machos quanto fêmeas passam de 16 a 20 horas diárias em repouso, num regime de economia de energias, uma vez que seu índice de sucesso em caças é de apenas 30%.[carece de fontes?]
As fêmeas precisam de um tempo extra para caçar, porque os machos não cuidam dos filhotes. As leoas formam bandos de dois a dezoito animais da mesma família, o que as caracteriza como o único felino realmente social. Apesar de a caça em grupo ser mais eficiente do que a caça individual, sua eficácia não é tão compensadora, já que, em grupo, é preciso obter mais alimento para nutrir a todos. É mais provável que a socialização das fêmeas vise a proteger os filhotes contra os machos.[carece de fontes?]

### Comunicação

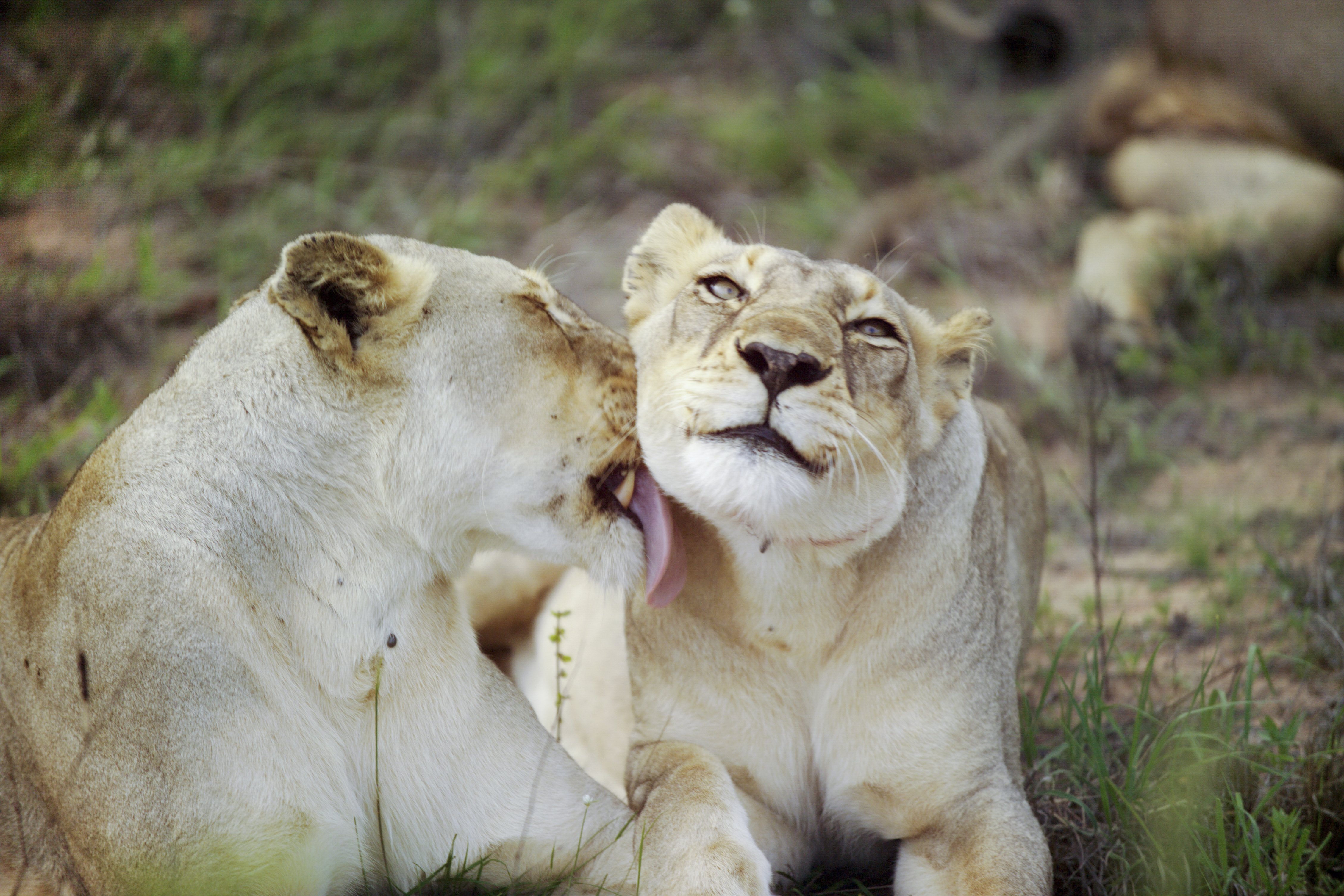
Fêmeas demonstrando o comportamento social de lambedura

Quando em repouso, a socialização do leão ocorre através de uma série de comportamentos e os movimentos expressivos do animal são altamente desenvolvidos. Os mais comuns são gestos táteis de atrito das cabeças e lambedura, que foram comparados com a catação em primatas. A fricção de cabeça – afocinhar a testa, tocar o focinho ou o pescoço contra outro animal – parece ser uma forma de saudação, como é visto muitas vezes depois que um animal retorna para junto dos outros, ou depois de uma luta ou confronto. Os machos tendem a se esfregar uns nos outros, enquanto filhotes e fêmeas esfregam-se apenas em fêmeas. A lambedura social ocorre muitas vezes em conjunto com a fricção de cabeça; geralmente é mútua e o receptor parece expressar uma expressão prazerosa. A cabeça e o pescoço são as partes mais comumente lambidas, o que pode ter surgido como uma utilidade, já que um leão não consegue lamber estas áreas individualmente.
Os leões têm uma variedade de expressões faciais e posturas corporais que servem como gestos visuais. O repertório de vocalizações também é grande, variações na intensidade e altura, em vez de sinais discretos, parecem essenciais para a comunicação. Os sons do leão incluem rosnado, sibilação, rugido, latido rosnado, tossidela e miado. Os leões tendem a rugir de uma forma muito característica, começando com um longo rugido pouco profundo que avança em uma série de outros mais curtos. Eles rugem na maioria das vezes durante a noite: o som, que pode ser ouvido a uma distância de 8 km, é usado para anunciar a presença do animal. Outras funções do rugido incluem aviso e defesa do território e como uma forma de comunicação para coordenar a caçada.

## Dieta e hábitos alimentares

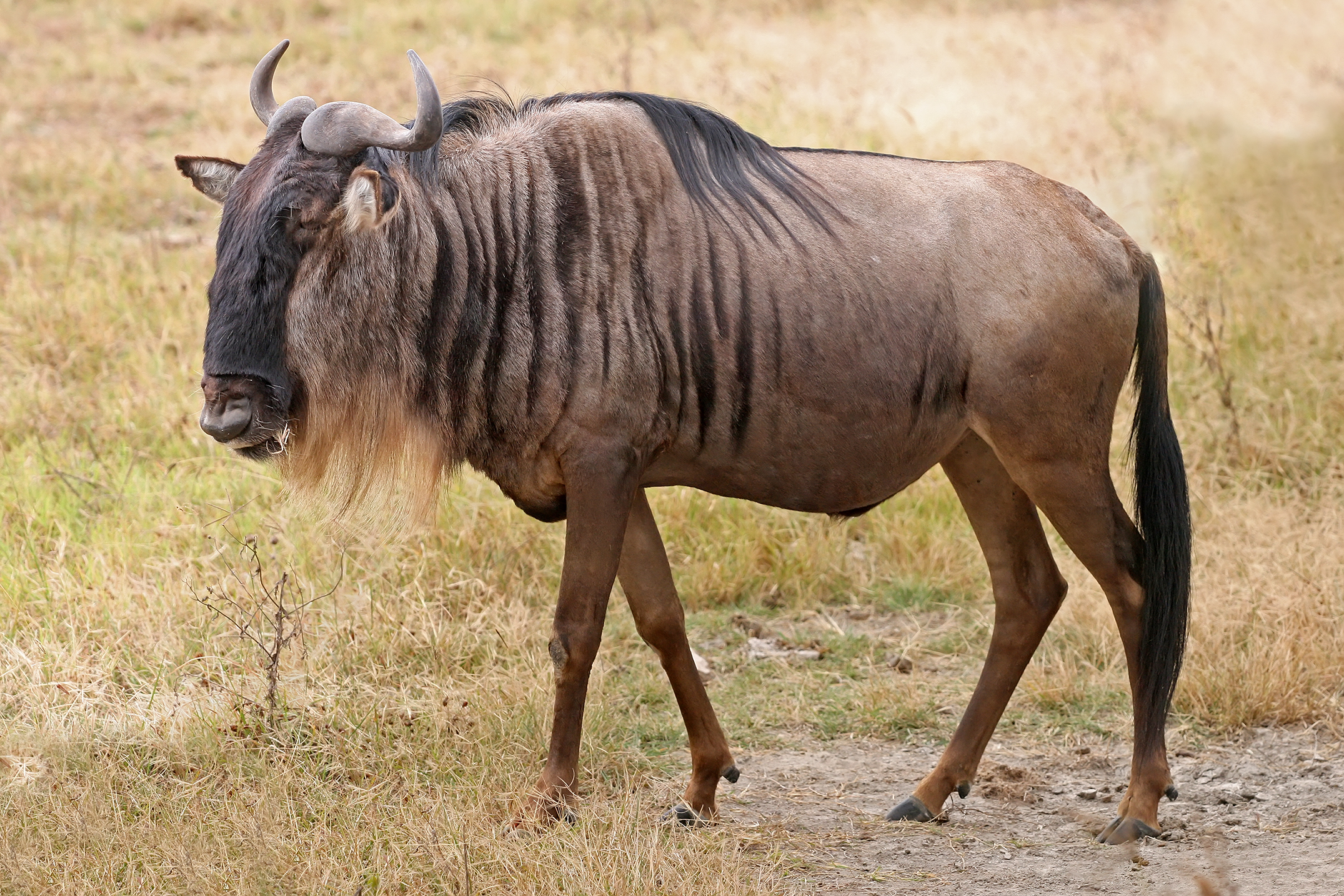
O gnu é a principal presa na dieta do leão na África.

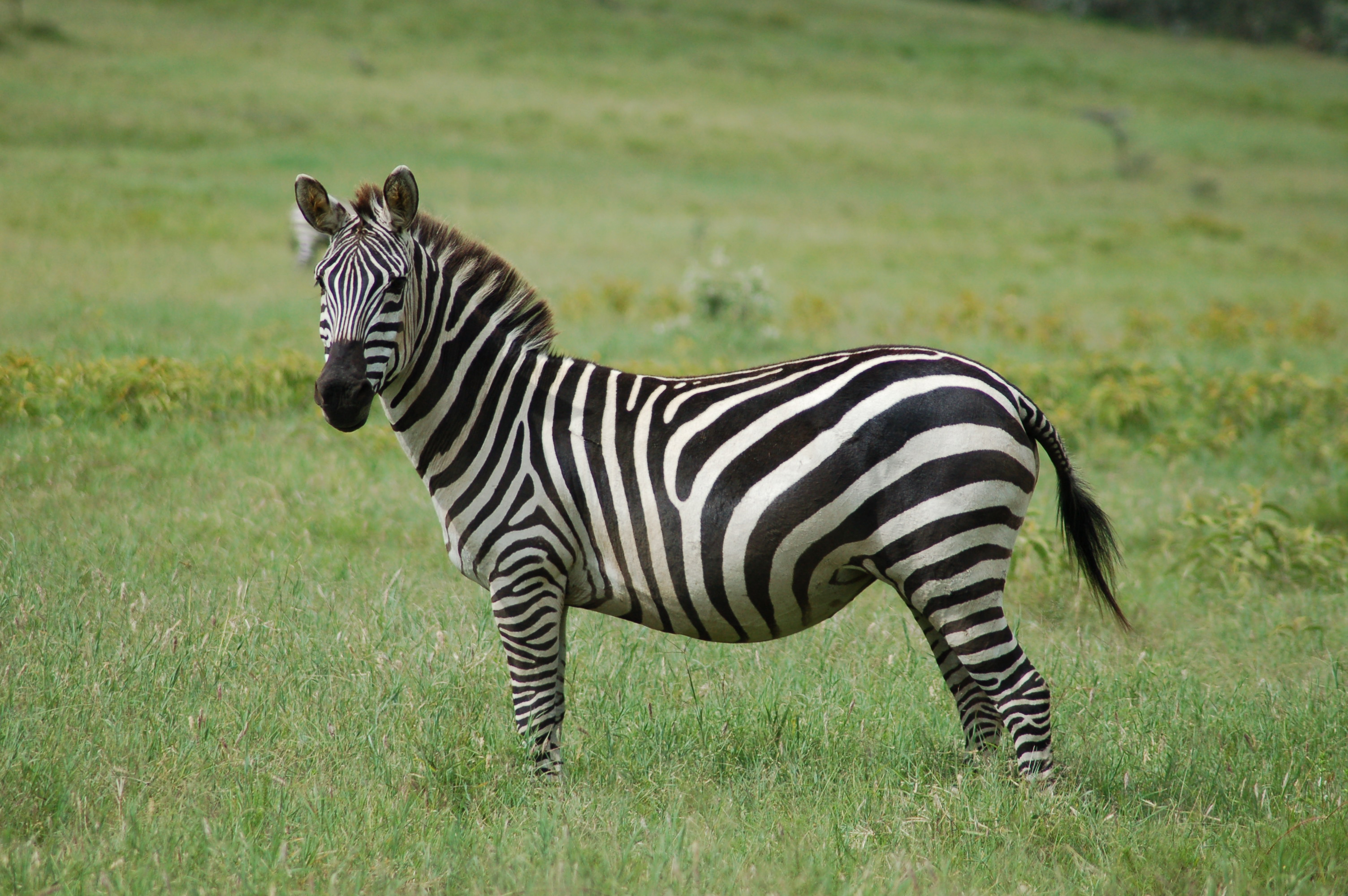
A zebra é outra principal presa na dieta do leão na África.

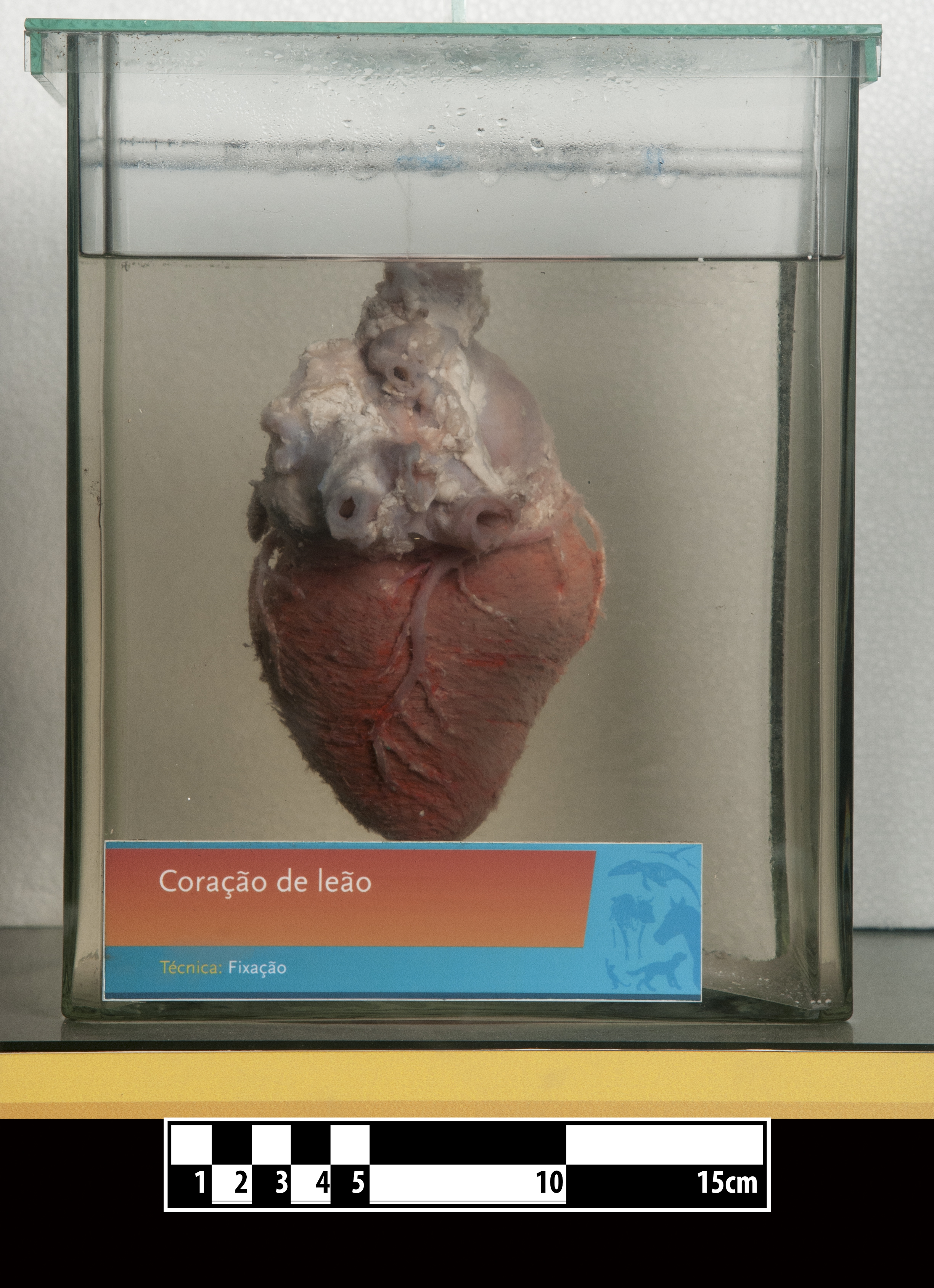
Coração de leão. Em exposição no MAV/USP.

O leão alimenta-se de qualquer presa que consiga apanhar, mas também pode ser um carniceiro, mas a dieta consiste principalmente de animais entre 50 e 300 quilogramas. As presas do leão-asiático são geralmente menores que as do africano. Entre as espécies africanas mais significativas para as subespécies africanas estão a impala (Aepyceros melampus), gnu (Connochaetes taurinus), outros antílopes (Gazella spp.; Damaliscus spp.; Eudorcas spp.; Oryx spp.), girafa (Giraffa camelopardalis), répteis, aves (incluindo aves de rapina como abutre (Gyps sp.)), peixes, ratel, dromedários, búfalo (Syncerus caffer), zebra (Equus quagga burchellii), o Elefante (Loxodonta sp.), o rinoceronte branco, o rinoceronte negro, o hipopotamo, o javali norte africano (Sus scrofa algira), carniça e javali africano (Phacochoerus africanus). O chital (Axis axis) consiste na principal presa dos leões-asiáticos, que também pode se alimentar de outras espécies de cervos, como o sambar (Rusa unicolor). Outras presas incluem o javali (Sus scrofa), vacas (Bos sp.), Cavalos (Equus sp.), Búfalos d'água (Bubalus sp.), o ratel, o Elefante (Elephas sp.), o rinoceronte de sumatra, rinoceronte de java, rinoceronte da india, repteis, antílope-de-quatro-cornos (Tetracerus quadricornis), nilgó (Boselaphus tragocamelus), chinkara (Gazella bennetti), roedores (lebre (Lepus nigricollis); porco-espinho (Hystrix indica)...), langur-comum (Semnopithecus entellus), carniça, répteis, peixes e aves, incluindo aves de rapina como abutre (Gyps sp.) e faisões como o pavão (Pavo cristatus).

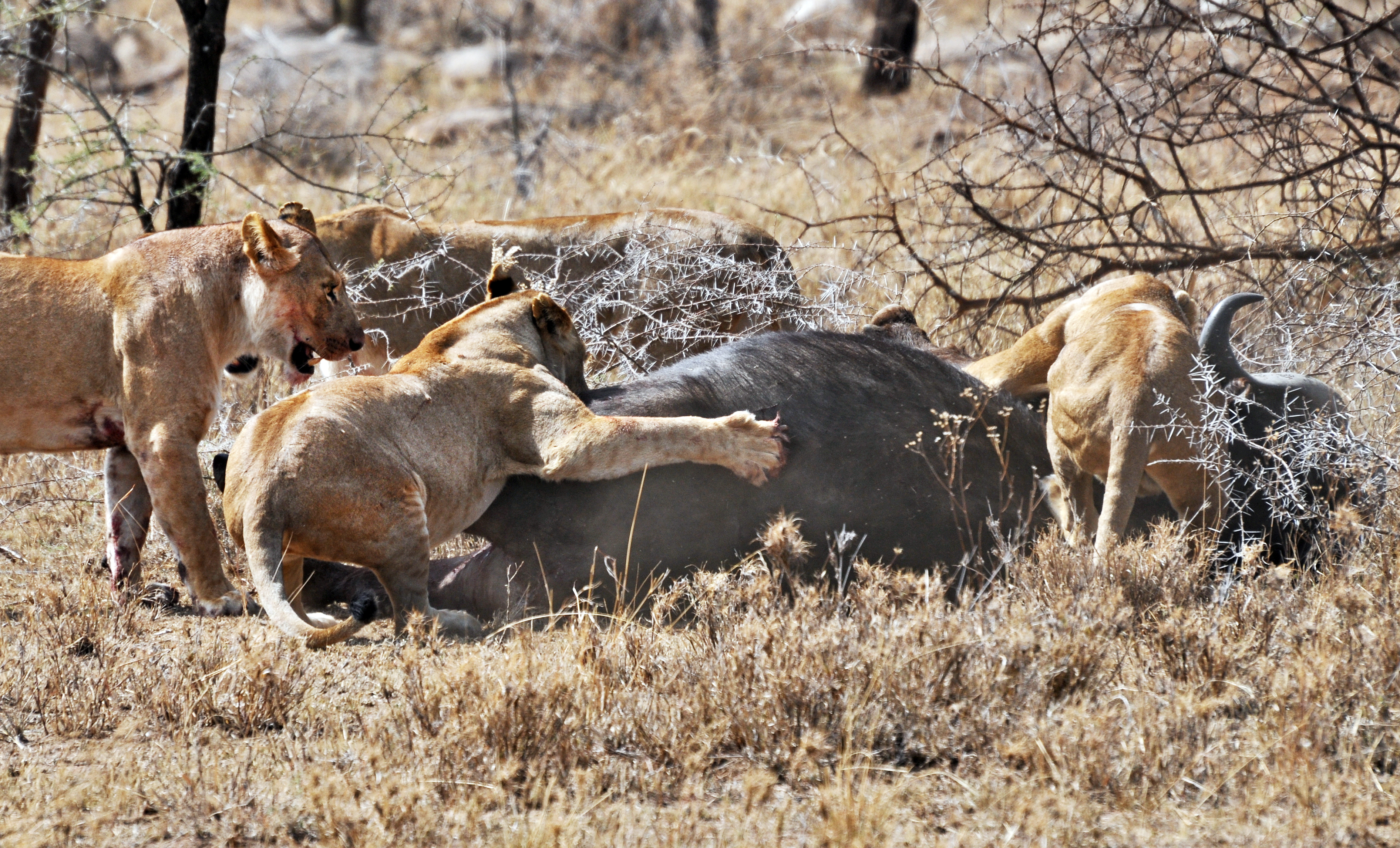
Fêmeas derrubando um búfalo-do-cabo no Serengeti

Na Eurásia e América do norte, animais como o  mamute, Rinoceronte lanoso, unicórnio siberiano, hipopotamo europeu, bisão, saiga, antílope americano, cervos como alces e renas, camelo, camelops, caprideos como o boi almiscarado, carneiro e bode, cavalos (cavalo selvagem e burros), vacas (auroque e yak), e outros mamiferos consistem(iam) nas principais presas dos leão fossilis, leão americano, leão europeu e leão das cavernas, além de aves, répteis, peixes e carniça.
Um estudo amplo, com 48 localidades geográficas distintas na África, demonstrou que gnus, búfalos-do-cabo, gemsboks, girafas e a zebras-comuns são as presas mais consumidas. Na Ásia, um estudo revelou que o Axis axis representa cerca de 80% da dieta da subespécie.
A morte da presa é conseguida por estrangulamento.

## Reprodução

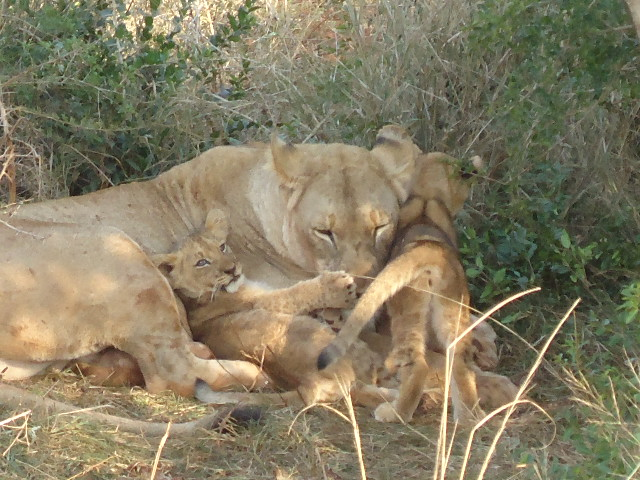
Uma leoa com seus Filhotes

A espécie não apresenta uma estação reprodutiva definida e pode se reproduzir a qualquer época do ano, sofrendo interferência do clima e da disponibilidade de alimento. Geralmente a fêmea se reproduz a cada dois anos e de preferência na estação das chuvas. A fêmea é poliéstrica, podendo entrar em estro em resposta à perda da ninhada por infanticídio ou em conjunto com outras fêmeas do bando. O estro dura entre 4 a 7 dias e possui um intervalo de poucos dias até um ano.
As crias podem morrer pela escassez de alimento ou pela ação de predadores como hienas, ursos, lobos, chacais, mabecos, tigres, gatos selvagens, leopardos, répteis como crocodilos e cobras, leões adultos (incluindo leões rivais) e outros animais selvagens.

## Híbridos

Casal de ligres estéreis no Everland Amusement Park, Coreia do Sul

O cruzamento de leões com tigres resulta em híbridos chamados ligre e é relativamente comum. Existem também cruzamentos com leopardos e com onças-pintadas.

## Conservação

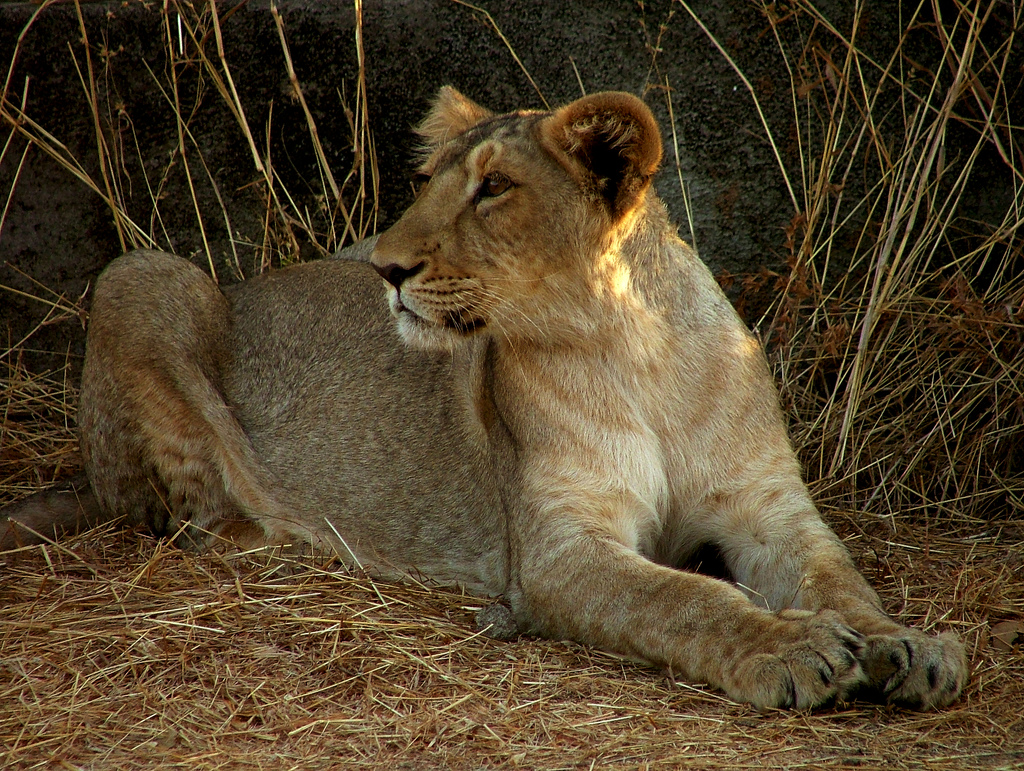
O leão-asiático ocorre em uma única e isolada população no estado do Gujarat, Índia

O leão está classificado como "vulnerável" pela União Internacional para a Conservação da Natureza e dos Recursos Naturais (IUCN), enquanto a subespécie asiática é considerada "em perigo". Na Convenção sobre o Comércio Internacional das Espécies da Fauna e da Flora Silvestres Ameaçadas de Extinção, apenas a população asiática é listada no "Apêndice I".
As maiores populações da espécie estão na África Oriental e Meridional, e seus números estão decrescendo, com uma taxa estimada de 30-50% de queda nas últimas duas décadas. As estimativas populacionais para os leões africanos variava entre 16 500 e 47 000 animais na natureza em 2002–2004, uma queda quando comparada com os números do início da década de 1990, quando estimativas apontavam entre 30 000 e 100 000 indivíduos. O leão-asiático ocorre em uma única população na floresta de Gir e seu número foi estimado em 359 animais em 2005. Em 2007, foi reportada a morte de 34 leões devido à caça, eletrocussão, atropelamento e outras causas; mesmo assim, a população é considerada estável.
Desde a antiguidade, o leão vem sofrendo extinções territoriais:
Europa Ocidental (ano 1), Europa Oriental (ano 100), Cáucaso (século X), Palestina (século XII), Líbia (1700), Egito (década de 1790), Paquistão (1810), Turquia (1870), Tunísia e Síria (1891), Argélia (1893), Iraque (1918), Marrocos (1922), Irã (1942), dentre outras. Ainda no final do século XIX, estava quase extinto da Índia.

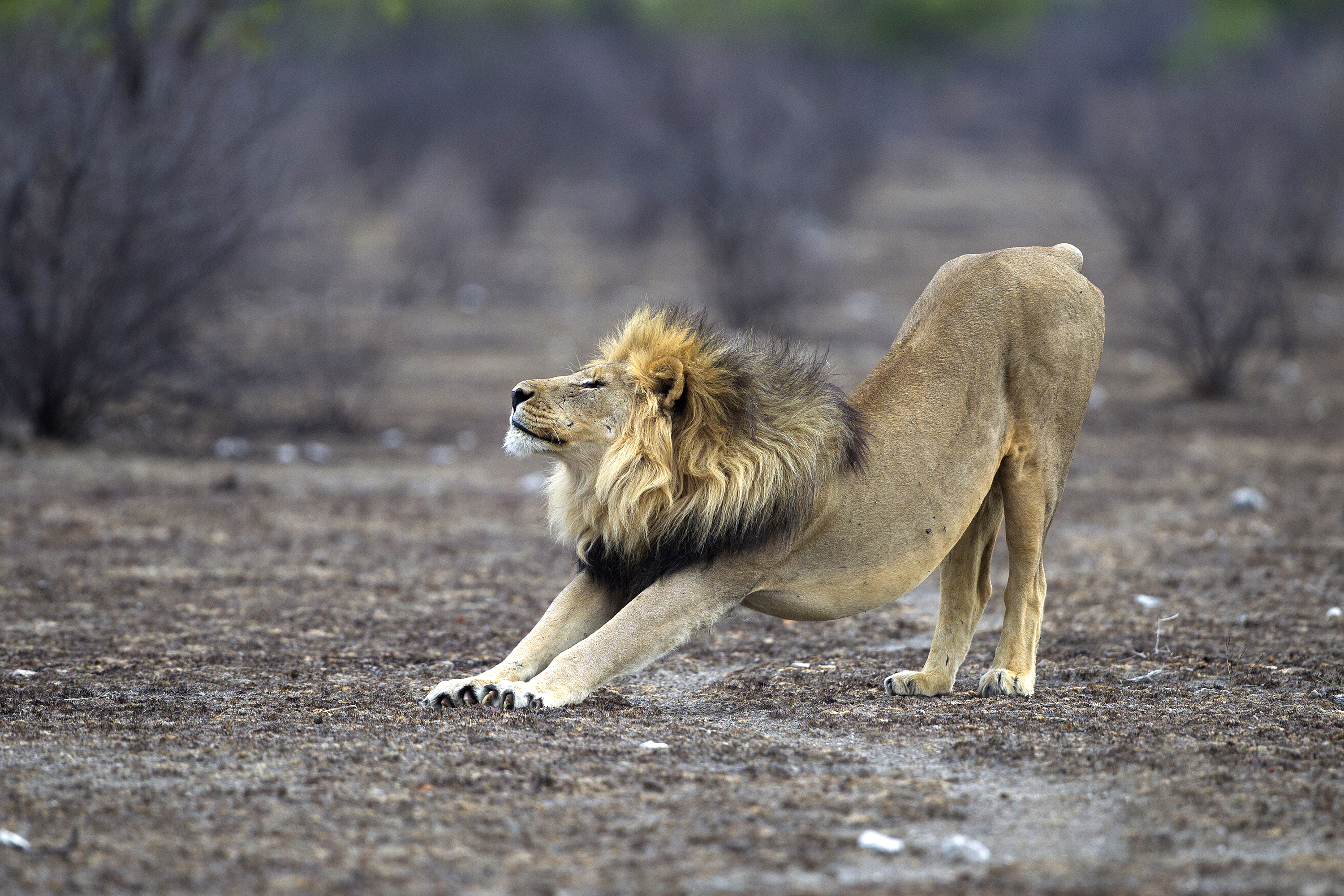
Um leão macho se espreguiçando

Uma série de fatores se acumulam para ameaçar a continuidade da existência dos leões: seu número populacional reduzido, a constante redução de seus territórios e a caça indiscriminada são os principais. No continente africano, o mais grave fator a contribuir à sua extinção tem sido o abate retaliativo dos seres humanos: uma ampla cultura de gado favorece ataques ocasionais dos leões aos animais dos fazendeiros, que os perseguem e matam quando isso acontece. A caça, tanto ilegal como legal (pois é permitida em vários países do continente africano) também tem sido fator muito grave: por viver em grandes bandos e em áreas abertas, é mais fácil de ser caçado do que tigres e leopardos, pois sendo estes de mais difícil localização, torna-se o leão o maior alvo da caça indiscriminada.

### Em 2012
Em 2012, um estudo revelou que a população de leões em África está reduzida a 32 mil animais, uma quebra brutal face aos 100 mil que existiam há 50 anos. Os leões que deambulam pelas savanas de África perderam até 75% do seu habitat nos últimos 50 anos, na sequência do aumento da densidade populacional nestes territórios. A redução foi mais pronunciada na África Ocidental, em países como Guiné-Bissau, Nigéria, Mali, Costa do Marfim, Senegal ou Burkina Faso. Nos últimos anos, a ocupação por populações humanas de territórios reconhecidos como tradicionais habitats de leões provocou a diminuição do número destes animais, bem como fragmentou os clãs existentes. Apenas nove países registam atualmente a presença de pelo menos mil leões, enquanto a Tanzânia detém mais de 40% da população global de leões presente no continente africano.

### Em 2015
Em 2015, calcula-se que 20 mil leões ainda habitavam o continente africano. Um estudo, realizado ao longo de 20 anos junto de 47 populações diferentes de leões, tem conclusões alarmantes: o número diminuiu em todas, com exceção de comunidades no Botsuana, na Namíbia, na África do Sul e no Zimbábue.
Em meados do século XX, os leões em África rondavam os 200 000 e ocupavam então muito mais território, estando atualmente confinados a 25% daquela área.
A situação é particularmente crítica na África Central e Ocidental, onde os cientistas, tendo por base a evolução das populações de grandes felinos desde 1990, estimam que metade dos leões desapareça nos próximos 20 anos.
Nesta zona de África, subsistem apenas duas grandes populações – uma de 350 indivíduos, no complexo W-Arly-Pendjari, na fronteira entre o Benim, Burkina Faso e o Níger; e outra com 250, no complexo do Benue, nos Camarões.
Na África Ocidental, o leão é já considerado "em perigo crítico de extinção", de acordo com a Lista Vermelha da União Internacional para a Conservação da Natureza, mas os investigadores esperam convencer esta entidade a colocar o leão nessa mesma categoria na África Central e Oriental, onde figura apenas como espécie "vulnerável".
O desaparecimento dos leões resulta, principalmente, da concorrência humana, na medida em que zonas que seriam de caça para aqueles felinos têm vindo a ser transformadas em terras agrícolas ou de pastoreio, além de que animais que constituem a sua alimentação (como os antílopes ou os búfalos) são mortos por caçadores, havendo ainda leões abatidos por agricultores para protegerem os rebanhos.

### Cativeiro
Leões fazem parte de um grupo de animais exóticos que são a cerne das exibições de zoológicos desde o final do século XVIII; membros deste grupo são invariavelmente grandes vertebrados e incluem elefantes, rinocerontes, hipopótamos, grandes primatas e outros grandes felinos. Embora muitos zoológicos modernos sejam mais seletivos quanto a suas exibições, há cerca de 1 000 leões africanos e 100 asiáticos em zoológicos e parques da vida selvagem ao redor do mundo. O leão é considerado uma espécie embaixadora e é mantido para fins de turismo, educação e conservação.

### Ataques contra humanos

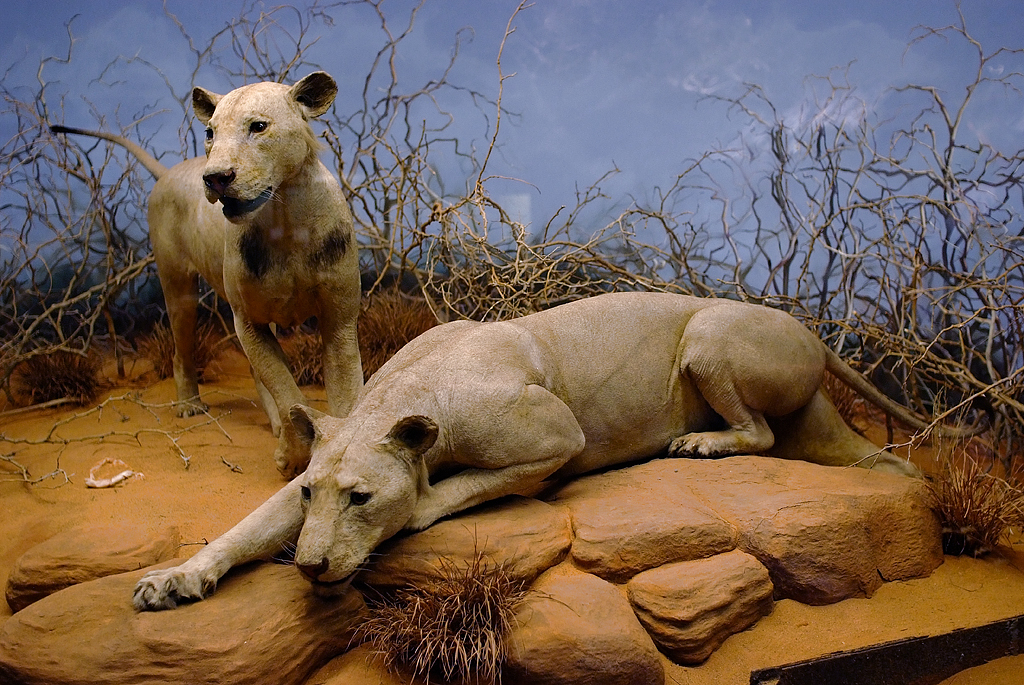
Devoradores de homens do Tsavo taxidermizados em exposição no Field Museum of Natural History, em Chicago

Enquanto um leão faminto provavelmente irá atacar um humano que esteja próximo, normalmente os leões preferem ficar longe do homem. O mais famoso caso de leões devoradores de homens foi o ocorrido em Tsavo, no Quênia, em dezembro de 1898. Dois machos (sem juba) de cerca de 3 m de comprimento foram responsáveis por mais de 140 mortes em menos de um mês. Os leões entravam nas cabanas dos moradores, que eram mortos e arrastados até a caverna onde os leões viviam, transformando a vida local em um perfeito estado de horror. Segundo o Coronel John Patterson, o mais atormentador era que os leões eram extremamente inteligentes, já que as suas formas de atacar e de se esquivar das armadilhas eram coordenadas e perfeitamente estratégicas e eficazes, de forma diferente de qualquer outro animal. Os moradores da região alegavam que os leões eram na verdade espíritos de dois chefes indígenas que eram contra a construção da ferrovia, e por isso atacavam a região da ferrovia na forma de leões. As mortes só cessaram quando Patterson conseguiu matar os leões. O primeiro, na noite de 9 de dezembro de 1889, e o segundo na manhã de 29 de dezembro, quase tendo sido devorado na segunda caçada. O feito foi retratado no livro The Man-Eaters of Tsavo, de autoria do próprio Patterson, e no filme A Sombra e a Escuridão, de Stephen Hopkins.
Houve outros casos de ataques a humanos, como os leões de Merfuwe. Em ambos os casos, os caçadores que encararam os leões escreveram livros detalhando a "trajetória" dos leões como devoradores de homens. No folclore africano, leões devoradores de homens são considerados demônios.
Há também ataques ocorridos fora do meio ambiente natural do animal, como a tragédia do Circo Vostok, no Brasil, na qual leões famintos atacaram e mataram uma criança.

## Aspectos culturais

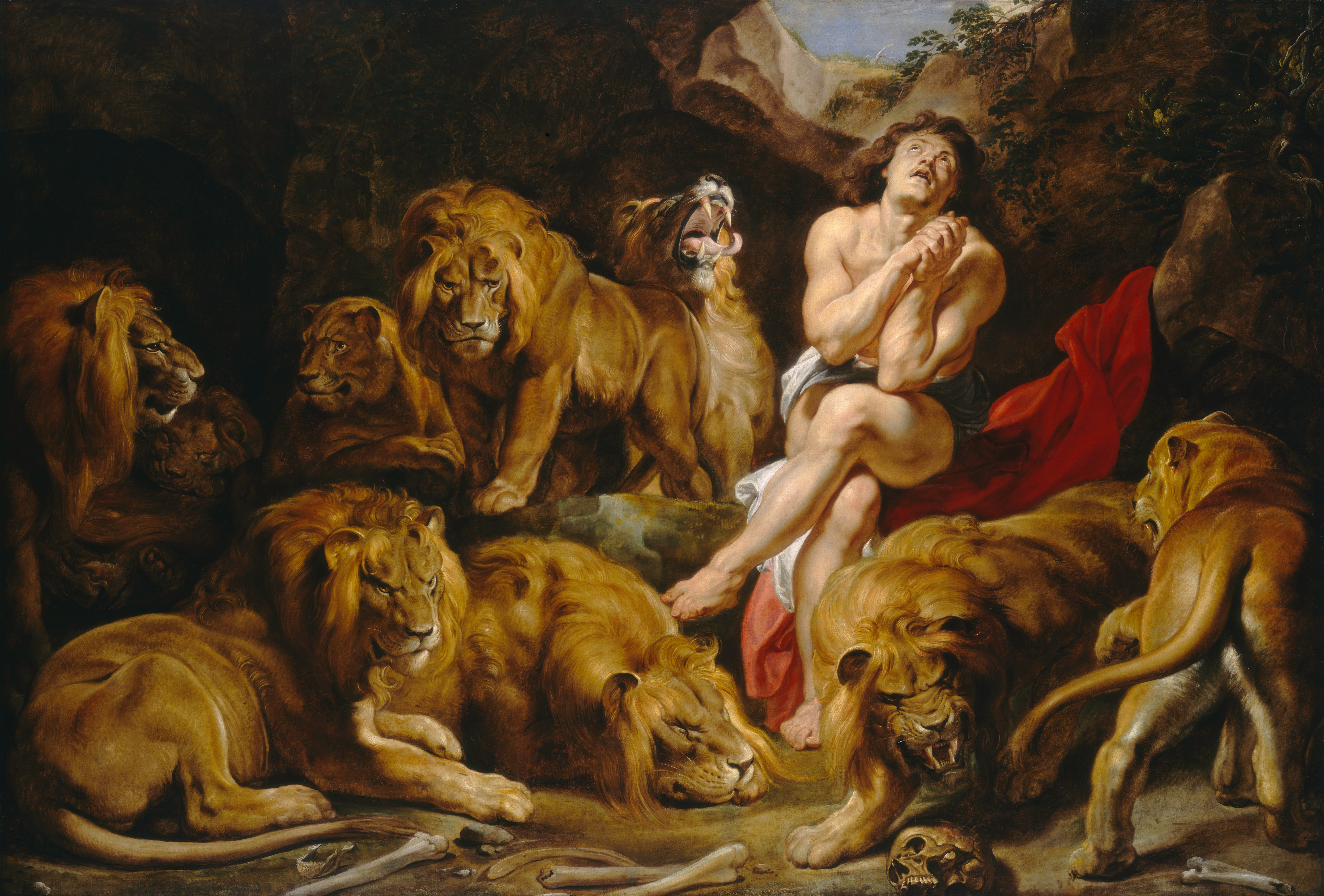
Daniel na Cova dos Leões por Peter Paul Rubens, c. 1614–1616.

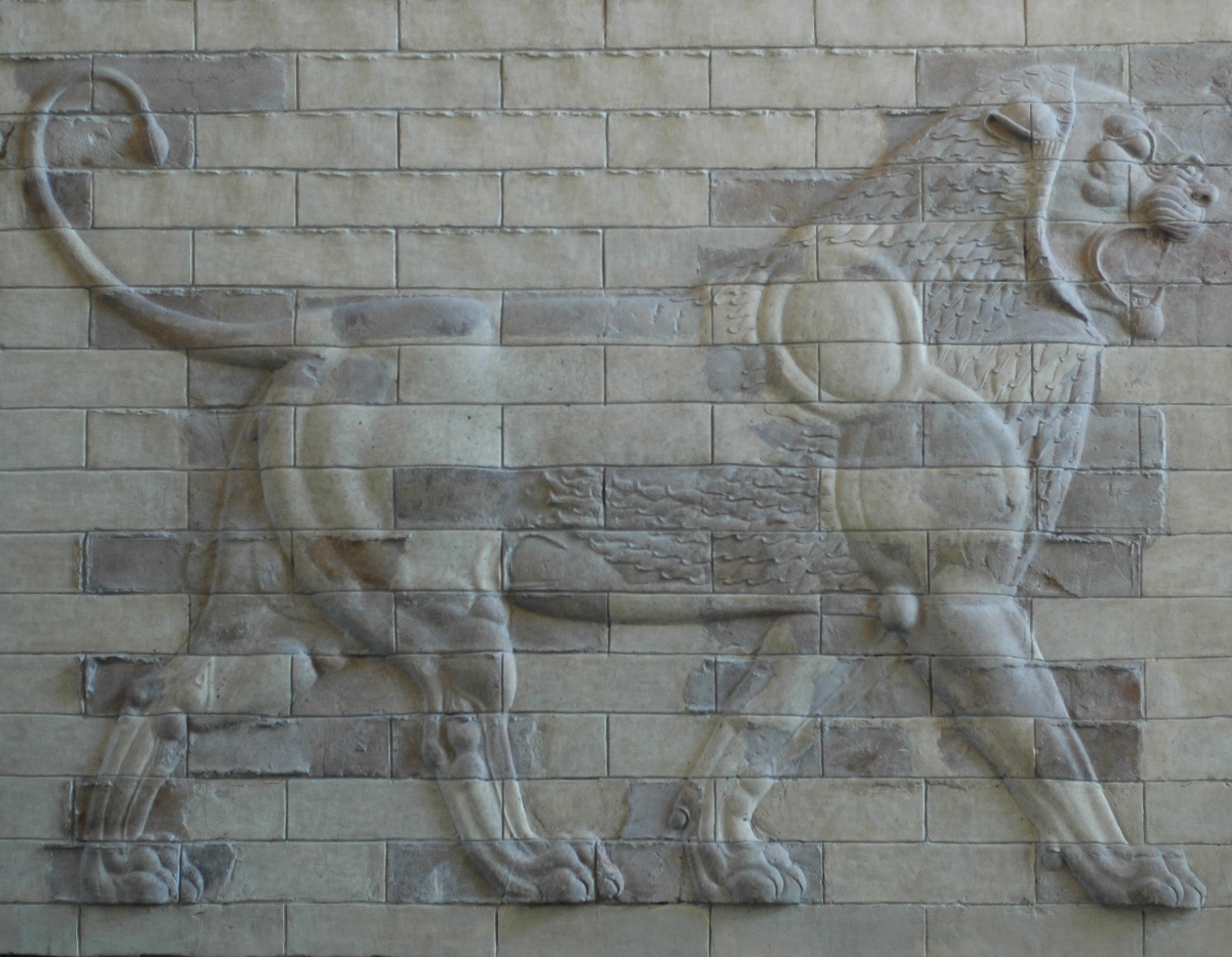
Leão em um painel decorativo do palácio de Dario I durante o império persa (550–330 AC).

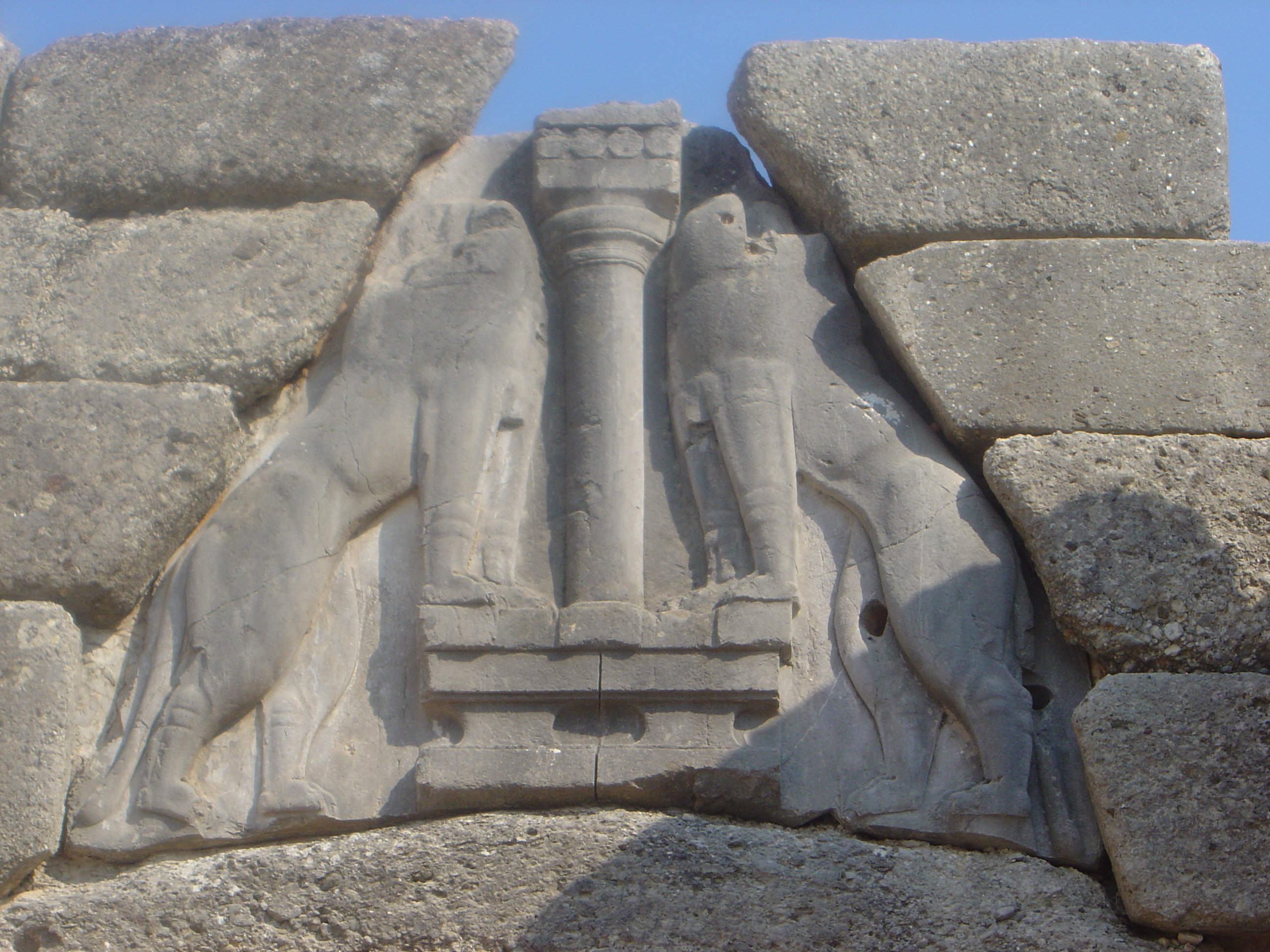
O portal do leão de Micenas (detalhe) — duas leoas no flanco da coluna central, c. 1300 AC

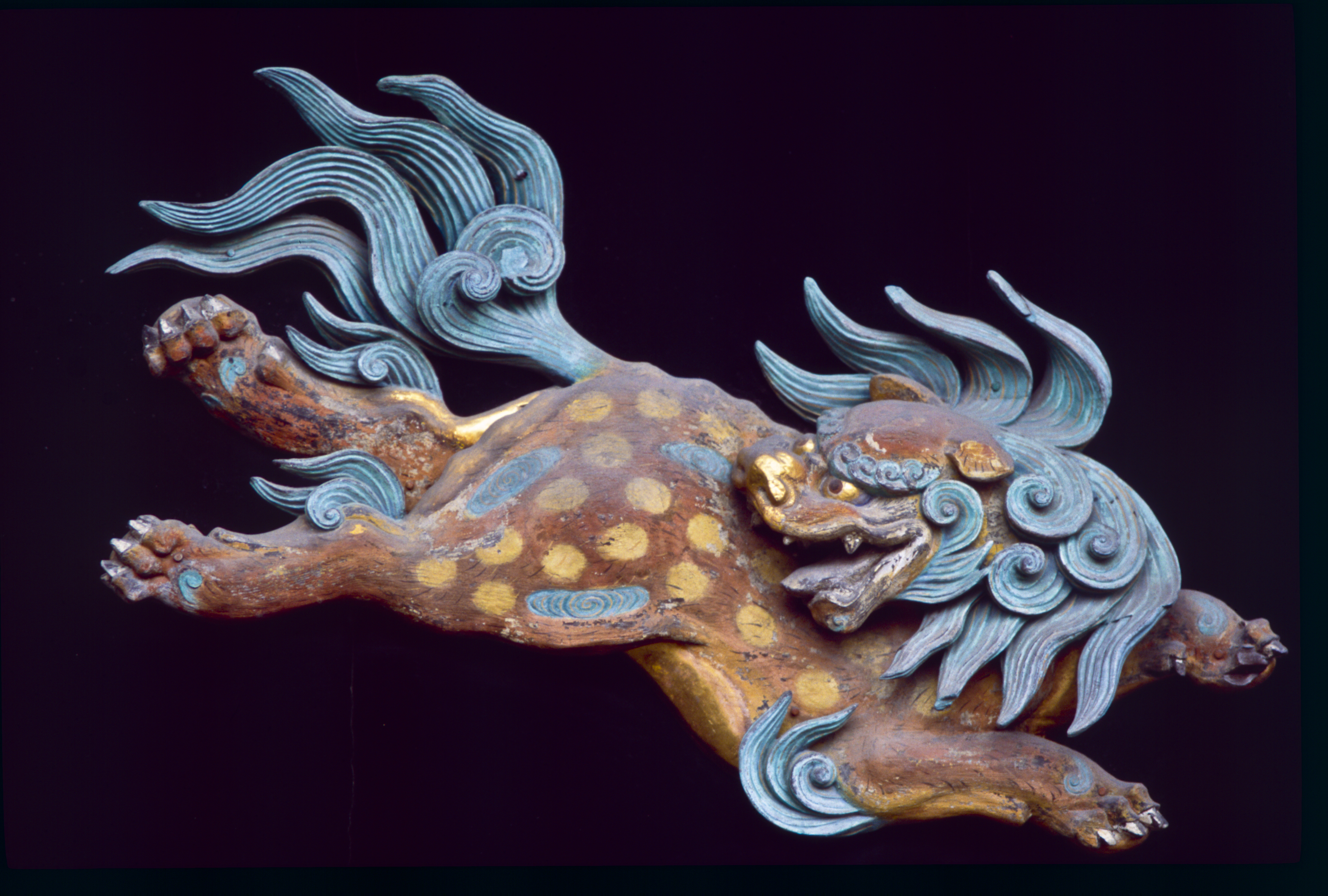
Detalhe do estilo Karamon de Nishi Hongan-ji em Kyoto; período Momoyama; Tesouro Nacional do Japão

O leão tem sido um ícone para a humanidade por milhares de anos, aparecendo em culturas de toda a Europa, Ásia e África. Apesar de incidentes de ataques a seres humanos, os leões têm tido uma representação positiva na cultura, representando tanto força como nobreza. Uma descrição comum é a sua representação como "rei da selva" ou "rei dos animais", daí, o leão tem sido um símbolo popular da realeza e imponência, bem como um símbolo de bravura: já era o animal destaque em vários fábulas do século VI a.C. do grego Esopo.
Representações de leões datam desde o início do Paleolítico Superior. A cabeça de leão da escultura de marfim da caverna de Vogelherd, nos Alpes da Suábia, no sudoeste da Alemanha, pertencente a cultura aurignacense, foi datada inicialmente em 32 000 anos, mas uma datação mais apurada revelou ser mais antiga, tendo cerca de 40 000 anos. Pinturas rupestres paleolíticas de dois leões, retratados se acasalando, da "câmara dos felinos" das cavernas de Lascaux foram datadas em 15 000 anos de idade. Leões-da-caverna também estão representados na caverna de Chauvet, descoberta em 1994; e que foi datado em 32 000 anos de idade, embora possa ser da mesma idade ou mais jovem que as de Lascaux.
O Antigo Egito venerava a leoa (o caçador feroz) como sua divindade de guerra e, entre os deuses do panteão egípcio, vários possuem uma representação felina, como Bastet, Mafdet, Menhit, Pakhet, Sacmis, Téfnis e Esfinge. O leão da Nemeia foi simbólico na Grécia Antiga e em Roma, representado como a constelação e o signo do zodíaco Leão, e descrito na mitologia, cuja pele foi usada pelo herói Hércules. O leão foi um símbolo de destaque na antiga Mesopotâmia (da Suméria até os tempos da Assíria e Babilônia), onde foi fortemente associado com a realeza. O clássico motivo do leão babilônio, encontrado na forma de estátua, escultura ou pintura nas paredes, é muitas vezes referido como o "leão de passos largos da Babilônia". Foi em Babilônia que o profeta bíblico Daniel foi supostamente lançado à cova dos leões, da qual teria milagrosamente sobrevivido.

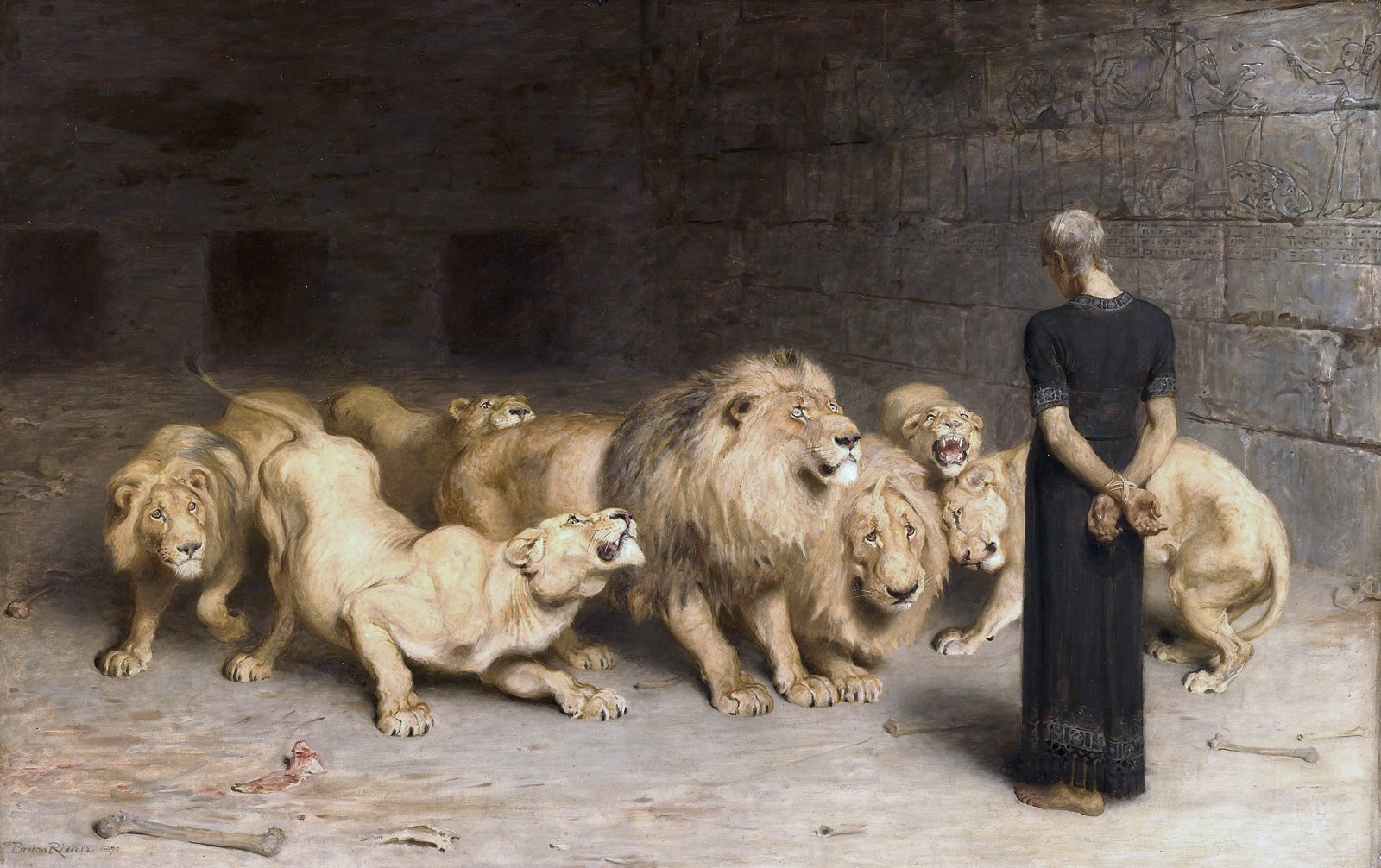
Daniel na Cova dos Leões por Briton Rivière.

No textos purânicos do Hinduísmo, Narasimha ("homem-leão"), a encarnação ou (avatar) de Víxenu, metade leão, metade homem, é adorado por seus devotos e salvou o devoto filho Pralada de seu pai, o malévolo rei demônio Hiraniacaxipu; Vishnu assume a forma metade leão, metade humana no Narasimha, tendo o dorso e parte inferior humanas e com a cabeça e garras de leão. Singh é um antigo nome védico que significa "leão", que remonta há mais de 2 000 anos na Índia antiga. Ele foi originalmente usado apenas pelos Rajputs, uma casta militar indiana (os Xátrias). Após o nascimento da fraternidade Khalsa, em 1699, os Sikhs também adotaram o nome "Singh", devido aos desejos do Guru Gobind Singh. Junto a milhões de hindus Rajputs de hoje, também é usado por mais de 20 milhões de Sikhs em todo o mundo. Encontrado em numerosas bandeiras e brasões em toda a Ásia e Europa, o leão também está representado no Emblema Nacional da Índia. O leão é um símbolo para os cingaleses, a maioria étnica do Sri Lanka: o termo indo-ariano Sinhala, significa "povo-leão" ou "povo com sangue de leão", enquanto um leão empunhando uma espada é a figura central da bandeira nacional do Sri Lanka.
O leão é um motivo comum na arte chinesa. Ele foi usado pela primeira vez durante o final do período das Primaveras e Outonos (século V ou VI a.C.), e tornou-se muito mais popular durante a dinastia Han (206 BC–AD 220), quando os "leões guardiães imperiais" começaram a ser colocados na frente dos palácios imperiais para proteção. Um vez que os leões não são nativos da China, as descrições iniciais eram um tanto irrealistas. Após a introdução da arte budista na China, na dinastia Tang (depois do século VI d.C.), os leões passaram a ser representados geralmente sem asas; seus corpos se tornaram mais grossos e curtos; e suas jubas, mais encaracoladas. A dança do leão é uma forma de dança tradicional na cultura chinesa, em que os artistas imitam os movimentos de um leão trajados em fantasias de leão, muitas vezes com acompanhamento musical de pratos, tambores e gongos. Eles são realizados no Ano-Novo Chinês, no Festival da Lua de Agosto e em outras ocasiões de comemoração para a boa sorte.

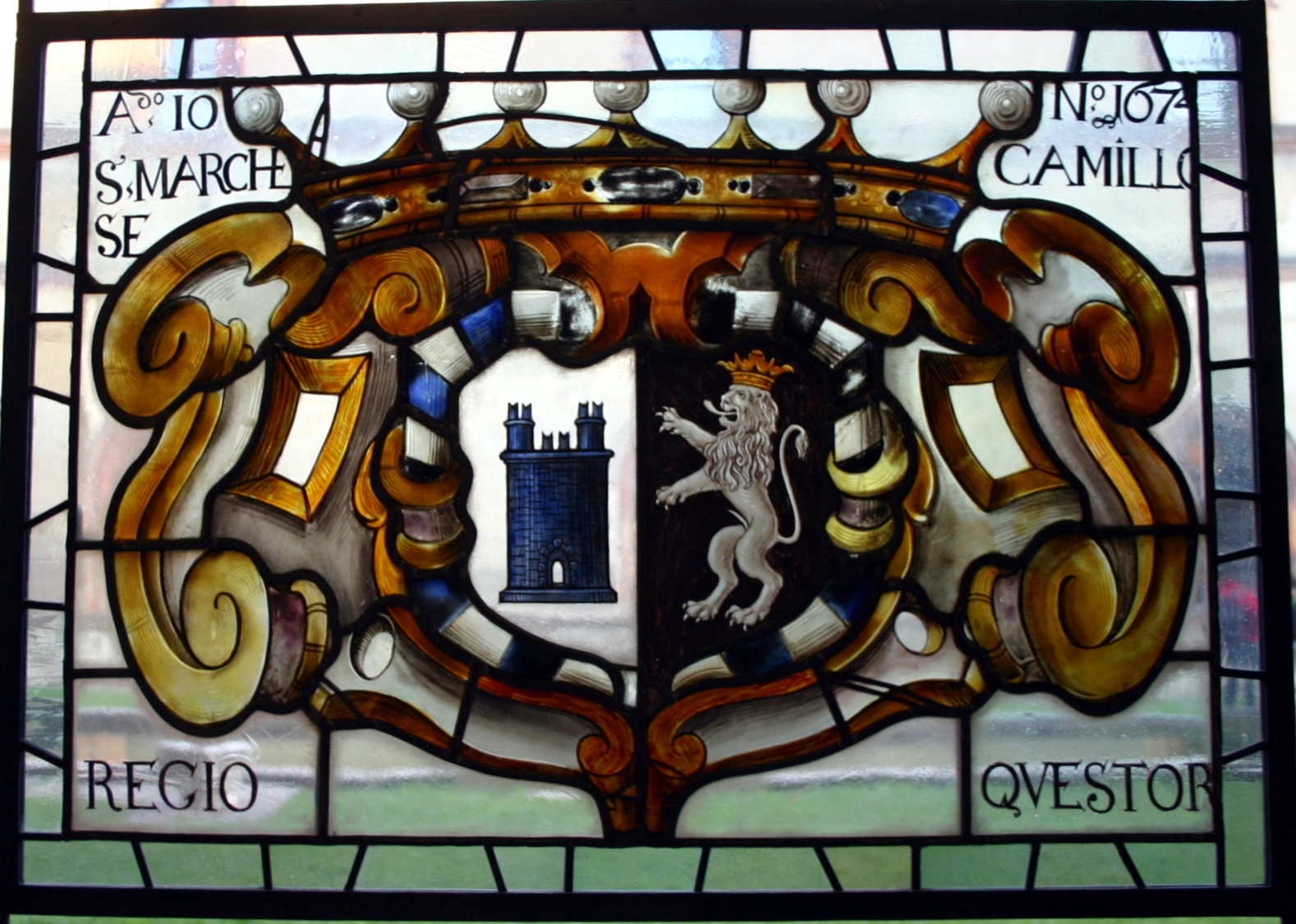
Museo d'arte antica no Castelo Sforza em Milão, Itália

"Leão" foi usado como apelido por vários governantes guerreiros medievais com uma reputação de bravura, como o rei inglês Ricardo Coração de Leão, Henrique, o Leão (em alemão:   Heinrich der Löwe), duque da Saxônia e Robert III de Flandres apelidado de "o leão da Flandres", um grande ícone nacional flamengo até o presente. Leões são frequentemente descritos em brasões, ou como um dispositivo em escudos, ou como partidários (a leoa muito mais infrequente.). A linguagem formal de heráldica, chamada blazon, emprega termos franceses para descrever as imagens com precisão. Tais descrições especificam se os leões ou outras criaturas estão "rampant" ou "passant", que mostra se eles estão empinados ou agachados. O leão é usado como um símbolo de equipes desportivas, de associações de equipes nacionais de futebol, como da Inglaterra, Escócia e Singapura aos clubes famosos como o Detroit Lions do NFL, Chelsea e Aston Villa da liga britânica, até clubes menores ao redor do mundo.
Leões continuam a figurar na literatura moderna, sendo símbolo heráldico de muitas famílias da nobreza da série de livros das Crônicas de Gelo e Fogo, como os Lannisters e os Reynes. Na literatura, também se destacam leões personagens de caracteres variando do messiânico Aslan, um leão que apresenta muitos dos ideais associados à espécie, como liderança e coragem, em O Leão, a Feiticeira e o Guarda-Roupa e livros seguintes da série As Crônicas de Nárnia escrita por C. S. Lewis, ao Leão Covarde, antítese a esses mesmos ideais, em O Mágico de Oz. O advento de imagens em movimento viu surgir a figura de um dos mais emblemáticos leões da história, Leo, o Leão, que tem sido o mascote dos estúdios Metro-Goldwyn-Mayer (MGM) desde a década de 1920. Na década de 1960, surgiu a mais famosa leoa, o animal queniano Elsa, no filme Born Free, baseado no best-seller internacional de mesmo título. O papel do leão como rei dos animais tem sido utilizado em desenhos animados, da década de 1950 (com o mangá que deu origem à primeira série japonesa de animação colorida na TV, Kimba, o Leão Branco) até o filme de animação de 1994 da Walt Disney, O Rei Leão, que também contou com a canção popular "The Lion Sleeps Tonight" em sua trilha sonora.
E além disso no Brasil o leão também fez sucesso, como a música leão, escrita por Vinicius de Moraes.

## Subespécies
Existem 14 subspécies de Panthera leo (leão).

### África
| Subspécie         | Nome científico                                  | Área geográfica | Estado de conservação                                  | Imagem |
| ----------------- | ------------------------------------------------ | --- | ------------------------------------------------------ | ------ |
| leão sul africano | panthera leo krugeri (Panthera leo melanochaita) | vive em toda a África subssariana, desde o sul da Namíbia até o sudeste de Moçambique. | Vu-vulnerável                                          |        |
| leão do cabo      | panthera leo krugeri (Panthera leo melanochaita) | habitava o sul da África do Sul. hoje em dia está extinto. | Ex-extinto                                             |        |
| leão do atlas     | Panthera leo leo                                 | Seu habitat se estendia de Marrocos ao Egito, ao longo da costa sul do Mar Mediterrâneo. hoje está extinto na natureza. | Ew-extinto na natureza                                 |        |
| leão núbio        | Panthera leo nubica                              | é uma população de leões que cobre a maior parte da África oriental ; Estende-se desde o sudeste do Sudão , passando pelo sul da Etiópia , Somália , atingindo o norte do Zimbabué e Moçambique . Existem populações de leões no nordeste da República Democrática do Congo e em Uganda que às vezes são consideradas uma subespécie separada, chamada de leão do nordeste do Congo. | Vu-vulnerável                                          |        |
| leão do congo     | panthera leo azandica                            | A sua distribuição abrange espaços de savana e ecótonos desde a floresta de Uganda até ao nordeste da República Democrática do Congo. A subespécie encontra-se protegida em várias áreas de conservação, incluindo o parque nacional das Cataratas Murchison. | Vu-vulnerável                                          |        |
| leão do senegal   | panthera leo senegalensis                        | habita em toda a África Ocidental e Central. | Cr-criticamente ameaçado                               |        |
| leão do katanga   | Panthera leo bleyenberghi                        | habitam o sudoeste da África, onde podem ser encontrados na Namíbia (Parque Nacional Etosha), Angola, Zaire, oeste da Zâmbia, oeste de Zimbabwe e norte do Botswana. O espécime é originário do Katanga (Zaire). | Vu-vulnerável                                          |        |
| leão malhado      | panthera leo maculatus                           | vivia em toda a áfrica subssariana. acredita se que são na verdade é um Leopon, híbridos de leoas com leopardos. possivelmente está extinto. | Ex?Cr-possivelmente extinto (DD - Dados insuficientes) |        |

### EuropaeÁsia(Eurásia)
| Subspécie                         | Nome científico                                                                           | Área geográfica | Estado de conservação                 | Imagem |
| --------------------------------- | ----------------------------------------------------------------------------------------- | --- | ------------------------------------- | ------ |
| leão sem nome (leão das cavernas) | Panthera leo fossilis ((Panthera leo spelaea) (panthera leo vereshchagini))               | O registro mais antigo do táxon está datado em 700 000 anos e provém da localidade de Isérnia La Pineta no sul da Itália, um sítio paleontológico do Pleistoceno Médio. Muitos fragmentos ósseos são conhecidos de Mosbach na Alemanha, uma pequena vila pertencente a cidade de Wiesbaden. Um crânio quase completo foi encontrado em Mauer, perto de Heidelberg, Alemanha. Os sedimentos indicam que estes leões eram 550 000 anos mais antigos que o hominídeo primitivo Homo heidelbergensis. Viviam em florestas temperadas e áreas de vegetação mediterrânea, e se alimentavam de bisões, cervos como alces e renas, cavalos, vacas como auroques e yaks, mamutes, Rinocerontes lanosos, unicórnios siberianos, hipopotamos europeus, camelos, camelops, caprideos como o boi almiscarado, carneiro e bode e outros herbívoros europeus. Ele era rival dos ursos (Exemplo:ursos pardos), tigres, hienas e lobos. atualmente está extinto. | EX - Extinto (Fóssil) (Pré histórico) |        |
| leão sem nome (leão das cavernas) | Panthera leo fossilis ((Panthera leo spelaea) (panthera leo vereshchagini))               | vivia em toda a Eurásia. Viviam em florestas temperadas e áreas de vegetação mediterrânea, e se alimentavam de bisões, cervos como alces e renas, cavalos, vacas como auroques e yaks, mamutes, Rinocerontes lanosos, unicórnios siberianos, hipopotamos europeus, camelos, camelops, alces, caprideos como o boi almiscarado, carneiro e bode e outros herbívoros europeus. Ele era rival dos ursos (Exemplo: ursos pardos), tigres, hienas e lobos. atualmente está extinto. | EX - Extinto (Fóssil) (Pré histórico) |        |
| Leão-europeu                      | panthera leo europaea (Panthera leo leo) (Panthera leo persica) (panthera leo sinhaleyus) | Na Europa, os leões habitavam a Península Balcânica. Habitavam as atuais Grécia, Bulgária, Macedônia do Norte, Romênia e países que integravam a extinta Iugoslávia e seu habitat se estendia até à Península Ibérica, passando pelo sul da França, Itália, Hungria e o sul das atuais Áustria e Suíça. Das subespécies de leão, era a que vivia mais ao norte. Alguns escritores gregos como Heródoto e Aristóteles falam da presença de leões na península Balcânica em meados do primeiro milênio antes de Cristo. No ano de 480 a.C., a marcha do xá aquemênida Xerxes I foi atrapalhada por um ataque de leões a seus camelos de carga. Viviam em florestas temperadas e áreas de vegetação mediterrânea, e se alimentavam de bisões, cervos como alces e renas, cavalos, vacas como auroques e yaks, mamutes, Rinocerontes lanosos, unicórnios siberianos, hipopotamos europeus, camelos, camelops, caprideos como o boi almiscarado, carneiro e bode e outros herbívoros europeus. Ele era rival dos ursos (Exemplo:ursos pardos), tigres, hienas e lobos. atualmente está extinto. | Ex-extinto                            |        |
| Leão-do-Sri-Lanka                 | panthera leo europaea (Panthera leo leo) (Panthera leo persica) (panthera leo sinhaleyus) | vivia em toda Sri Lanka, na Índia. Atualmente está extinto. | EX - Extinto (Fóssil) (Pré histórico) |        |
| leão asiático                     | panthera leo europaea (Panthera leo leo) (Panthera leo persica) (panthera leo sinhaleyus) | O leão-asiático habitou em tempos históricos também a Europa. Aristóteles e Heródoto escreveram que leões eram encontrados nos Balcãs em meados do primeiro milênio a.C., habitando áreas das atuais Bulgária, Grécia, Albânia, Macedônia do Norte e Iugoslávia, e possivelmente seu habitat se estendia até a França. Quando Xerxes I avançou pela Macedónia em 480 a.C., inúmeros dos seus camelos de carga foram mortos por ataques de leão. Acredita-se que os leões se extinguiram no interior das fronteiras da atual Grécia por volta dos anos 80-100 d.C. Por conta da caça, competição com cães ferais e o uso excessivo para lutarem no Coliseu Romano que os leões foram extintos da Península Balcânica. Esta população europeia de leões é considerada por alguns como uma subespécie separada do leão-asiático, o leão-europeu (Panthera leo europaea), enquanto que por outros é considerada como uma população integrante do leão-asiático. No passado,os leões asiáticos viviam em quase toda a Eurásia (através de seu ancestral, o leão europeu), mas atualmente só existem na floresta de gir na india. mas felizmente em 2023 as populações de leões cresceram muito graças ao santuário de leões. Ele é (era) rival dos ursos (Exemplo:ursos pardos), tigres, hienas e lobos. | En-em perigo                          |        |

### América do Norte
| Subspécie      | Nome científico    | Área geográfica | Estado de conservação                 | Imagem |
| -------------- | ------------------ | --- | ------------------------------------- | ------ |
| leão americano | Panthera leo atrox | viveu em toda a América do Norte, do Yukon até o México, durante o Plistoceno. Ele era rival dos ursos (Exemplo:ursos pardos), leões da montanha, onças, tigres dentes de sabre (smilodons e homotheriums) e lobos. atualmente está extinto. | EX - Extinto (Fóssil) (Pré histórico) |        |